# Булава

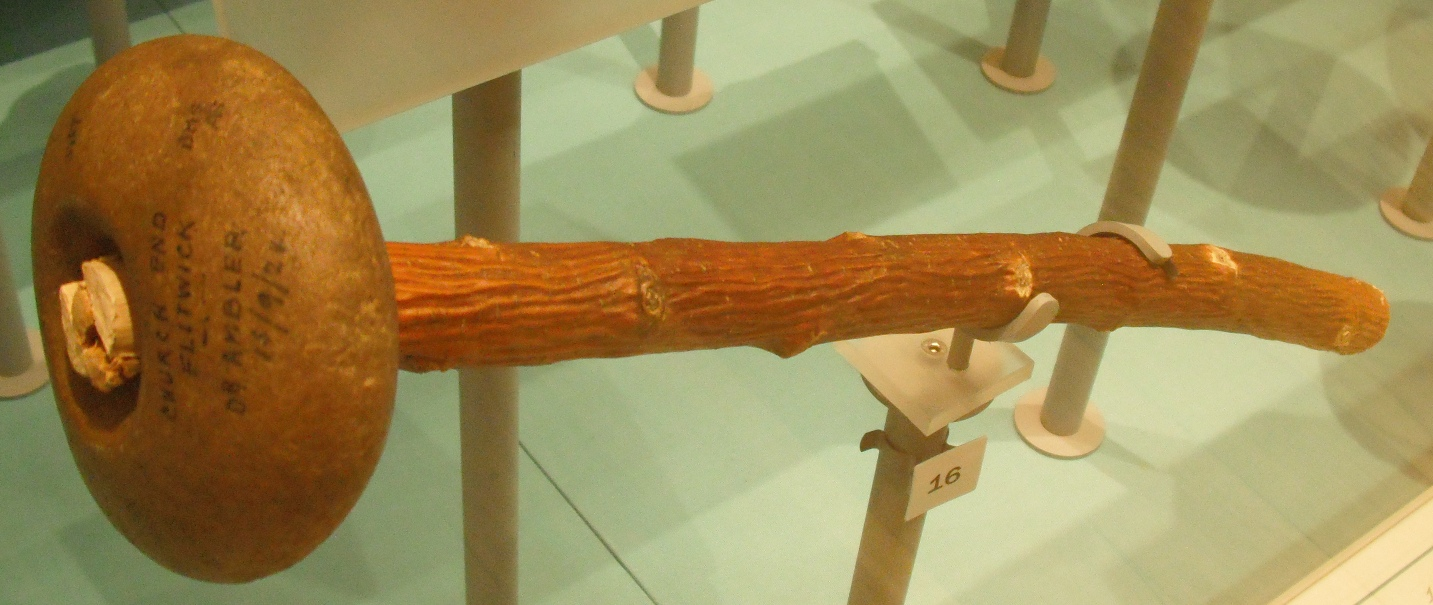
Каменная булава бронзового века

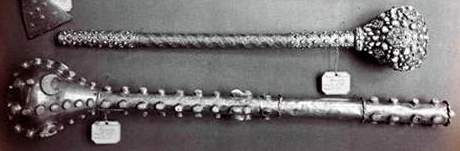
Две церемониальные грушевидные булавы

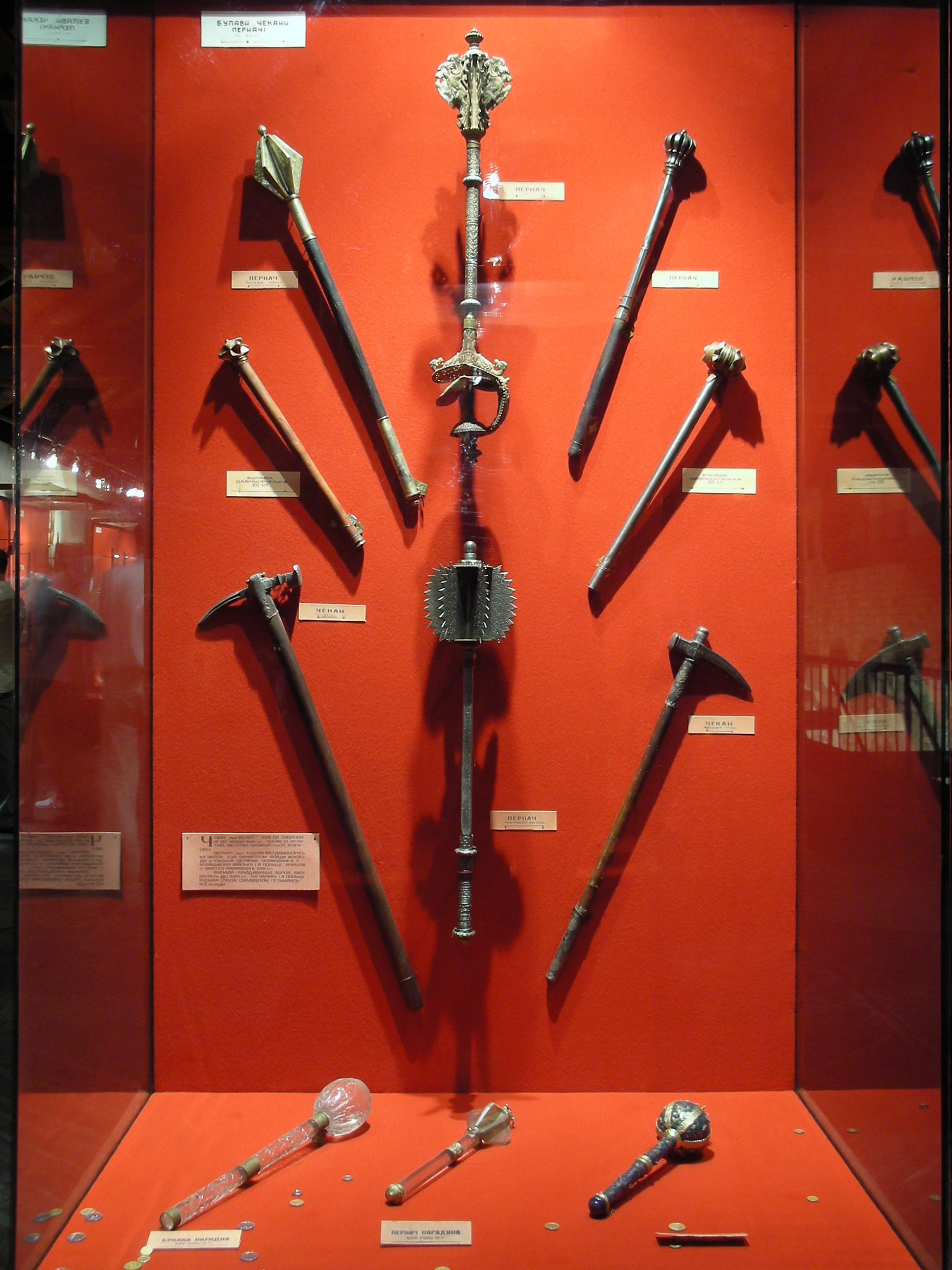
Булавы и чеканы, городской арсенал Львова

Булава́ (от общеславянского була — шишка, ком, шар; по другой версии — от тюрк. bulaġu — булава) — короткодревковое ударно-дробящее холодное оружие в виде рукояти с шаровидной (или иной формы) ударной частью — навершием.
Согласно одним источникам, булава является разновидностью палицы, согласно другим — булава и палица являются разными типами ударно-дробящего оружия. Длина рукояти булавы, как правило, составляла около 50—80 сантиметров; вес навершия — 200—300 граммов. Булава была оружием, используемым как пешими, так и конными воинами. Ей можно было нанести быстрый удар в любом направлении. Исторические источники свидетельствуют о том, что булавы могли использоваться не только для ближнего боя, но и в качестве метаемого оружия.
Булава является развитием палицы. Первые булавы с каменным навершием появились в неолите. В бронзовом веке появились булавы с металлическим навершием. Древнейшие известные бронзовые булавы датируются концом 4 тысячелетия до н. э. Булавы были характерны для Древнего Востока. В Античном мире это оружие не было распространено; в Римской империи оно начинает применяться лишь со II века нашей эры. В средние века это оружие было популярно на Ближнем Востоке и в Индии. В Западной Европе булава получает распространение с XI—XIII веков. На Руси с XI по XVI век была в числе основных типов вооружения. В XIII—XVII веках булава была достаточно распространённым типом оружия во многих странах. С XVII века булава с её разновидностями вырождается в простые знаки или символы власти (например, в фельдмаршальский жезл, гетманскую булаву).

## Конструкция
Основные конструктивные элементы булавы — рукоять и навершие.
Рукоять, в большинстве случаев, была деревянной, изредка — металлической. В среднем, она имела длину 50—80 см и была предназначена для одноручного хвата.
Навершие изготавливалось из твёрдого материала — чаще всего, из камня или металла. Вес навершия, в среднем, составлял 200—300 грамм, однако известны и более тяжёлые образцы — до 700—800 г, а в единичных случаях — и больше. Размер навершия, в большинстве случаев, составлял 5—8 см в диаметре.
Сведений о среднем весе булав с деревянными рукоятями нет, поскольку рукояти, в большинстве случаев, не сохранились. Известен лишь вес некоторых отдельных сохранившихся образцов: так, иранский пернач времён Сефевидов из военного музея Тегерана, со стальным навершием и деревянной рукоятью, имеет общую длину 83,5 см и вес 810 г. Цельнометаллические булавы могли весить порядка 1,2—1,3 кг; сохранились и более тяжёлые, до 3 кг экземпляры, однако, их боевое назначение сомнительно.
Основные типы наверший, по способу крепления к рукояти, были следующими: проушные, втульчатые и выполненные зацело с рукоятью.
- Наиболее распространёнными были навершия с проушиной — сквозным отверстием. Его диаметр, как правило, составлял 2,0—2,5 см[7][15]. В некоторых случаях такое навершие насаживалось на рукоять, после чего закреплялось с помощью одного или нескольких клиньев, которые вбивались в рукоять сверху.

Некоторые каменные навершия булав и топоров имеют отверстие слишком малого диаметра, по причине чего способ крепления их к рукояти не ясен. Существует версия, что эти навершия надевались на ветви дерева. По мере роста дерева диаметр ветвей увеличивался, и в результате навершия прочно фиксировались на них. После этого можно было обрубать ветви и использовать орудия по назначению. Также высказывалась версия, что навершие надевалось на деревянную рукоять, предварительно обмотанную влажной кожей.
- Втульчатые навершия не имели сквозного отверстия. Некоторые из них изнутри снабжались шипом-гвоздём, который выполнял роль клина[14]. В иных случаях навершие закреплялось на рукояти при помощи гвоздей, забивавшихся в рукоять через боковые отверстия во втулке[15].

Основное отличие булавы от родственной ей палицы заключается в том, что палица представляет собой деревянный стержень, расширяющийся к ударной части, и, в некоторых случаях, усиленный металлическими деталями, тогда как булава имеет выраженное навершие, выполненное из материала, превосходящего древесину по твёрдости и плотности.
Конструктивно и функционально близким к булаве типом оружия является боевой молот. От булавы он отличается удлинённой молотковидной формой навершия. По этой причине, боевой молот имеет только две ударные поверхности, тогда как у булавы все стороны навершия в равной степени предназначены для нанесения удара.

## Основные конструктивные типы
Для обозначения разновидностей булав существует ряд терминов, как исторических, так и современных.
Если навершие булавы имеет форму, близкую к форме шара, то и навершие, и сама булава могут называться шаровидными, шарообразными или круглыми.
Навершие булавы, имеющее форму перевёрнутой груши, капли или бриолета, называется грушевидным. Булава, имеющее навершие данной формы, также может называться грушевидной.
Дисковидная булава имеет навершие уплощённой формы. Если оно имеет форму двояковыпуклой линзы с острой внешней кромкой, то такое навершие также может называться линзовидным.
Звёздчатое навершие имеет плоскую форму и радиально расходящиеся шипы.
Булава, имеющая навершие в форме куба со срезанными углами, имеет название брус.
Многолопастная булава имеет навершие с выступами, образующими «лопасти», расположенные вертикально, иногда — спирально закрученные.
Пернач, в отличие от многолопастной булавы, снабжён несколькими выраженными металлическими пластинами — перьями. Плоскости перьев проходят через ось рукояти и, как правило, угол между соседними перьями одинаков. Шестопёр — разновидность пернача, имеющая 6 перьев. Термин «шестопёр» впервые упоминается в Псковской первой летописи при описании событий 1502 года. Древнейшее же навершие шестопёра найдено в китайской гробнице X в. до н. э..
В русских письменных источниках XVII века упоминается термин буздыхан (от тур. bozdoğan — дубинка, палица). В ряде источников данный термин определяется, как булава или палица с шипами, в некоторых — как пернач с большим числом перьев, однако в современном оружиеведении данное понятие практически не используется.
Моргенштерн (от нем. morgenstern — утренняя звезда) — булава, навершие которой снабжено шипами. Данный термин используется, преимущественно, по отношению к западноевропейскому оружию.

## Археология

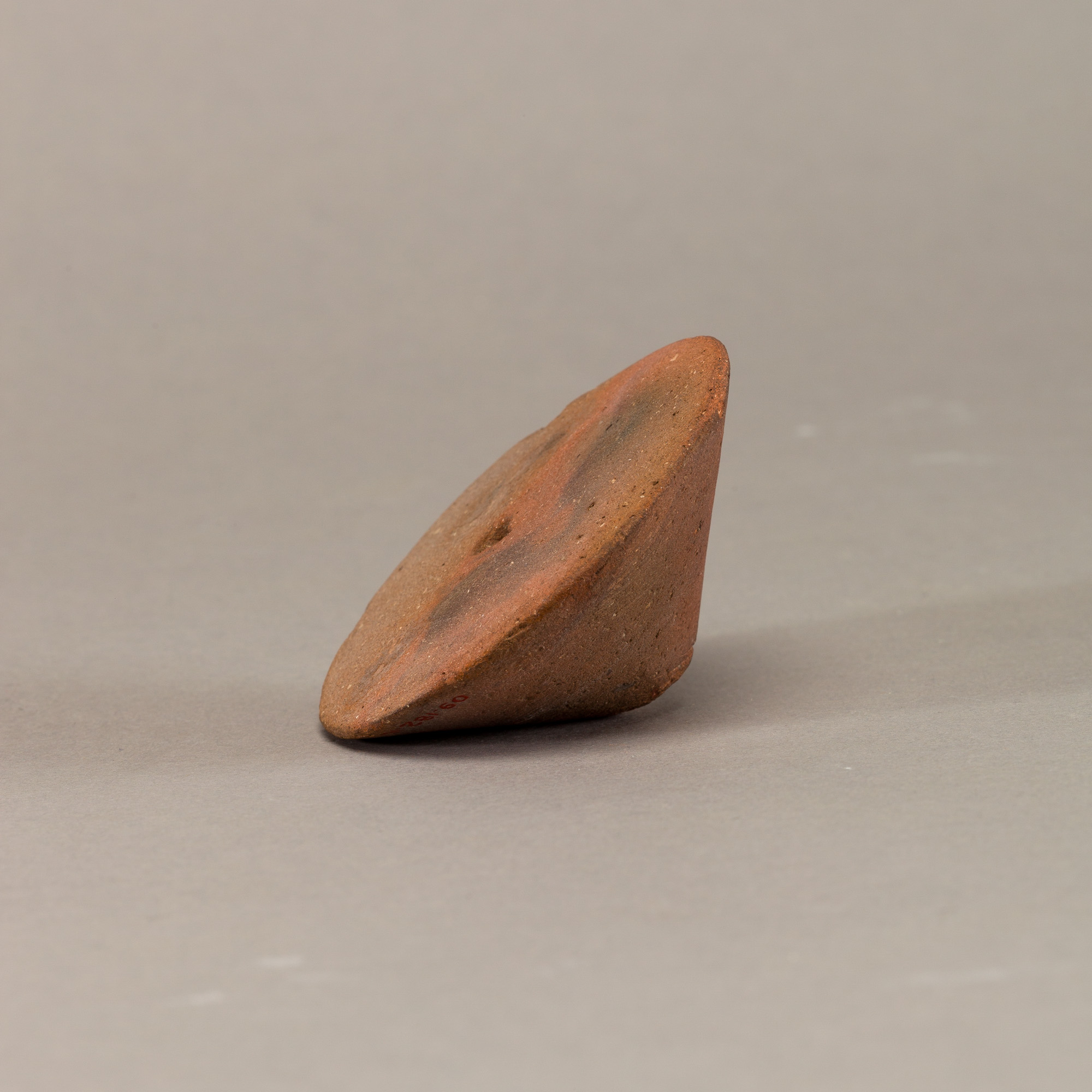
Древнеегипетское дисковидное навершие

Известно много археологических находок предметов, схожих с навершиями булав, однако точно идентифицировать их назначение зачастую проблематично.
Камни шарообразной или уплощённой формы со сквозным отверстием археологически хорошо известны. Они встречаются практически во всех регионах Земли, заселённых людьми, начиная с каменного века. Было высказано множество версий относительно их назначения — подобный объект мог использоваться как утяжелитель для палки-копалки, навершие булавы, гасило, болас, метательный снаряд, штамп для изготовления цилиндрических объектов, противовес, кувалда или молоток, пряслице, инструмент для сглаживания верёвки или полировки деревянных рукоятей. Эти камни могли использоваться, как грузила для рыболовных сетей. Кроме этого, они могли иметь игровое, церемониальное или ритуальное назначение. При этом данные артефакты различаются между собой по форме и размеру, что может свидетельствовать об их разном назначении.
Дисковидные каменные навершия, происходящие из древнеегипетских захоронений, по мнению одних исследователей, являются навершиями боевых булав, по мнению других — наконечниками сельскохозяйственных инструментов, по мнению третьих — церемониальными орудиями.
Бронзовые предметы II т. до н. э. из Бактрии — по мнению одних исследователей, представляют собой втульчатые навершия булав, по мнению других — флаконы для благовоний.
Некоторые из подобных предметов могут являться весовыми гирями. В частности, известно, что навершия в форме кубооктаэдра имели и булавы-брусы, и безмены. По этой причине установить назначение конкретных археологических находок подобных наверший затруднительно.
Идентификация данных предметов затруднена и по той причине, что многие из них обнаружены вне контекста, который позволил бы прояснить их назначение.
Так, по данным на 1963 год, из 758 погребений XI—XIII веков, связанных с Древней Русью и содержащих предметы вооружения, лишь в 6 или 7 были найдены булавы или кистени. При этом около 100 наверший булав, относящихся к этому же периоду, были найдены или при раскопках на месте поселений, или представляют собой отдельные находки.

## История

### Древний мир

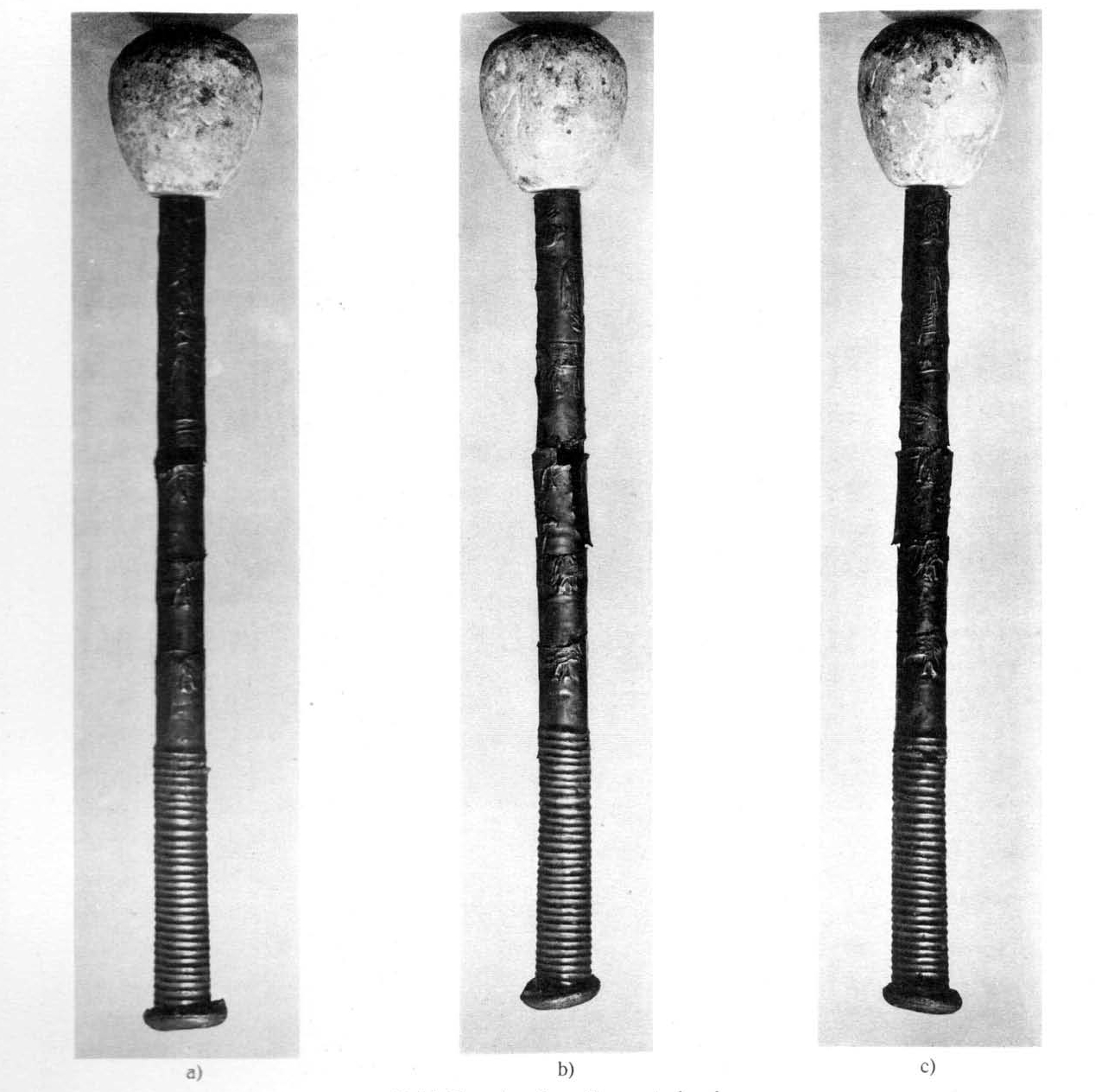
Древнеегипетская булава, ок. 3200 г. до н. э.

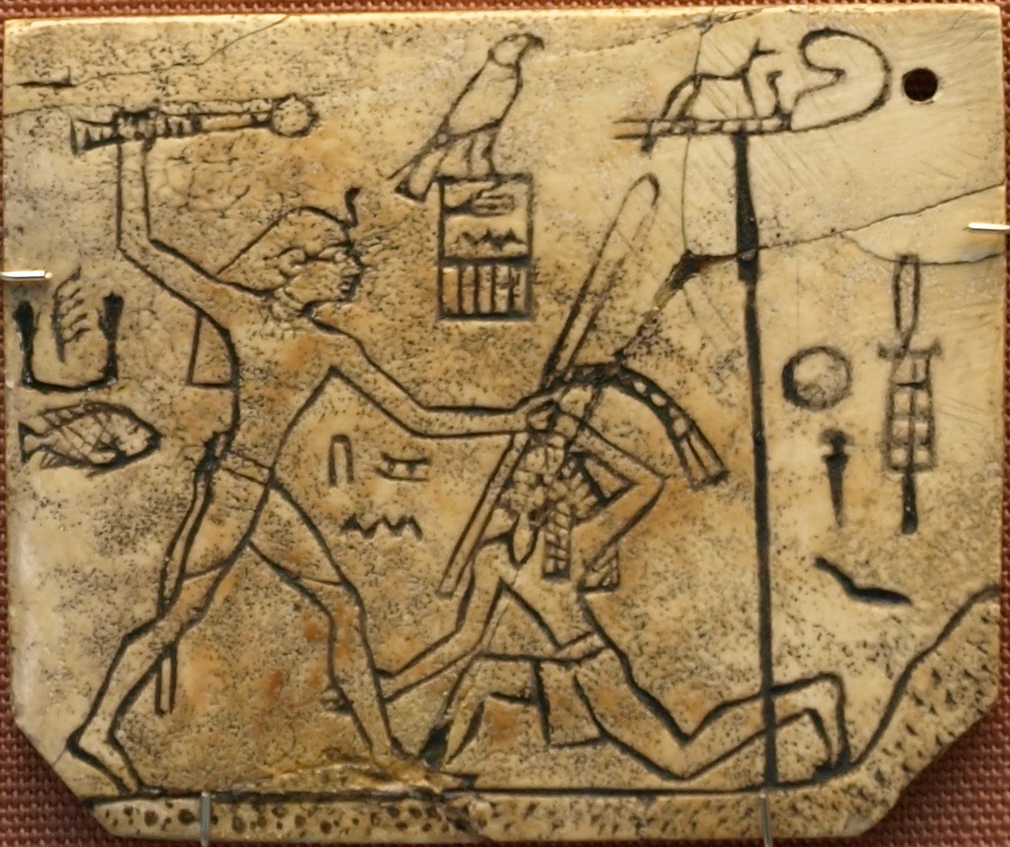
Фараон Ден побеждает врагов. Изображение ок. 2985 г. до н. э.

#### Египет
В Древнем Египте широко были распространены каменные булавы. Они были двух основных типов:
- Грушевидные — появились в 5 тысячелетии до н. э. и получили широкое распространение во второй половине 4 — начале 3 тысячелетия до н. э. В большинстве случаев, навершия имели размер порядка 10 см, однако некоторые церемониальные образцы могли достигать 20 см и более.
- Дисковидные — появились в первой половине 4 тысячелетия до н. э. и применялись до начала 3 тысячелетия до н. э. Диаметр наверший, в среднем, составлял от 10 до 20 см, в некоторых случаях — больше.

Существовали навершия и иных типов.
Грушевидные булавы, вероятно, в первую очередь, использовались в качестве оружия. Боевое назначение дисковидных булав под вопросом. Египетские булавы также имели важную церемониальную функцию. Они часто изображались в руках фараонов. Сохранилось несколько наверший церемониальных булав, украшенных рельефными изображениями.

#### Древний Восток

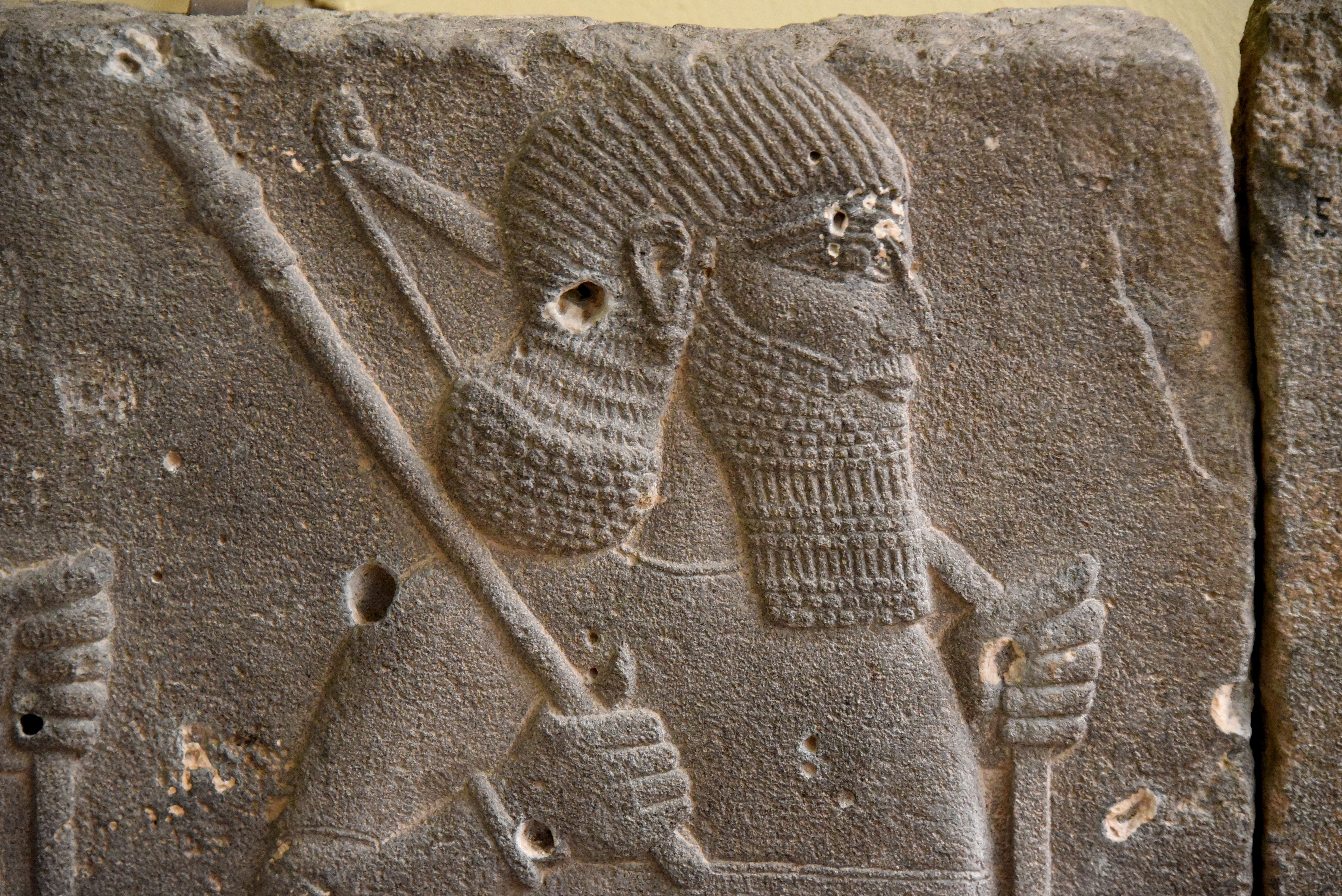
Ассирийский воин с булавой и луком. Рельеф VIII века до н. э.

В Месопотамии с середины 3 тысячелетия до н. э. известны каменные навершия булав грушевидной и шаровидной формы. Они, предположительно, имели церемониальное назначение. Некоторые из них, так же, как и египетские, украшены рельефными изображениями. В последней трети 3 тысячелетия до н. э. в Месопотамии появляются бронзовые втульчатые навершия булав, и продолжают использоваться в течение 2 тысячелетия до н. э., уже в качестве оружия.
Древнейшие бронзовые булавы найдены на территории Палестины и датируются концом 4 тысячелетия до нашей эры (клад Нахаль-Мишмар). Среди них как втульчатые навершия, так и цельнометаллические булавы с бронзовыми рукоятями; они имеют шаровидную и грушевидную форму наверший, с разнообразными рельефными деталями. По-видимому, именно из Палестины бронзовые булавы попали в Месопотамию, а, в свою очередь, оттуда — в Элам и Индию.
Однако, во 2 тысячелетии до н. э. на Ближнем Востоке каменные булавы всё ещё были более распространены, чем бронзовые.
На территории Кавказа и Западного Ирана в 2—1 тысячелетиях до н. э. булавы были распространённым типом оружия. Навершия здесь были как каменные, так и бронзовые, и отличались разнообразием форм.
Ассирийские воины, судя по изображениям начала 1 тысячелетия до н. э., также использовали булавы. На некоторых изображениях булавы показаны в руках царских телохранителей и царей, что также подтверждает церемониальную роль этого оружия.
Народы степной зоны в 3—2 тысячелетиях до н. э. широко использовали каменные булавы, как правило, шарообразной формы. В конце 2 — 1 тысячелетии до н. э. на востоке степной зоны, помимо каменных, известны также бронзовые и железные навершия шаровидной и дисковидной формы; на западе, у скифов Причерноморья, известны свинцовые шаровидные навершия и бронзовые шестопёры. В конце 2 — начале 1 тысячелетия до н. э., по причине распространения других видов оружия, булавы выходят из широкого употребления. Так, на территории Предкавказья и Средней Азии известно немало погребений первой четверти 1 тысячелетия до н. э., в том числе, простых воинов, в которых были обнаружены булавы. Однако, погребений VII—III веков до н. э. с булавами крайне мало, и все они принадлежат знати.
В Китае каменные булавы были широко распространены во времена неолита и раннего бронзового века, но в конце 2 тысячелетия до н. э. они почти полностью исчезают. Известны редкие находки бронзовых булав, в том числе шестопёр из погребения X века до н. э.
К северу от Китая и в Корее, однако, булавы использовались в течение 1 тысячелетия до н. э. Они имели каменные и бронзовые навершия дисковидной и звёздчатой формы.
В целом, по мнению М. В. Горелика, булавы в качестве оружия широко использовались технологически отсталыми народами, которые не имели возможности массово вооружиться более совершенными типами оружия. Но, кроме этого, булава могла использоваться и развитыми народами в качестве орудия для добычи пленных — при умелом использовании она позволяла оглушить противника, не нанося ему тяжёлых повреждений.

Древневосточные навершия булав
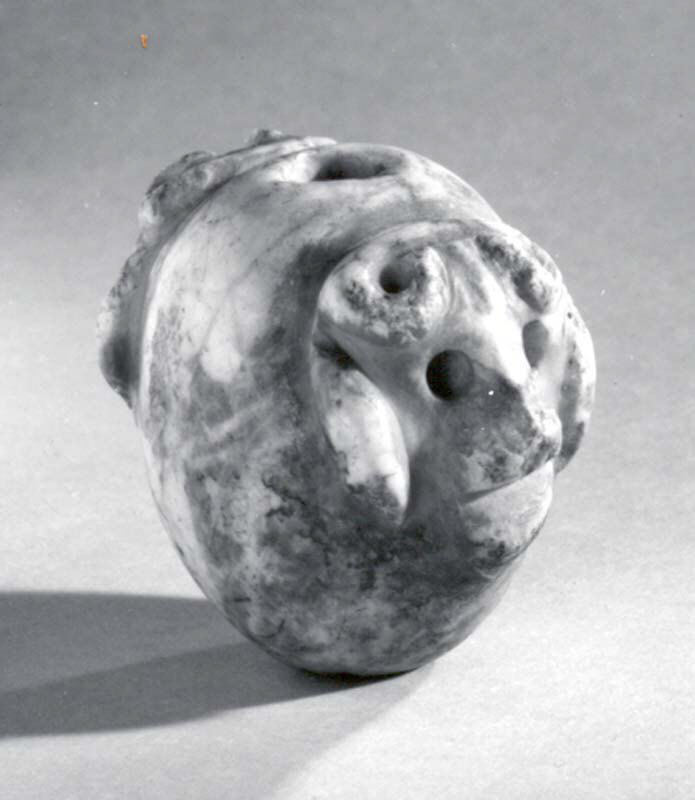
Каменное навершие булавы с рельефными головами быков, Месопотамия, 3 тысячелетие до н.э.
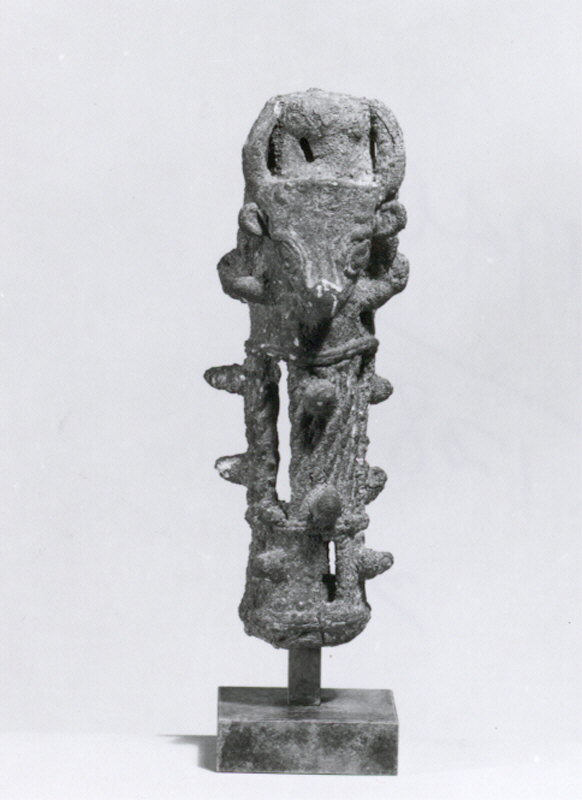
Бронзовое «дубинковидное» навершие булавы, Иран, конец 2 — начало 1 тысячелетия до н.э.
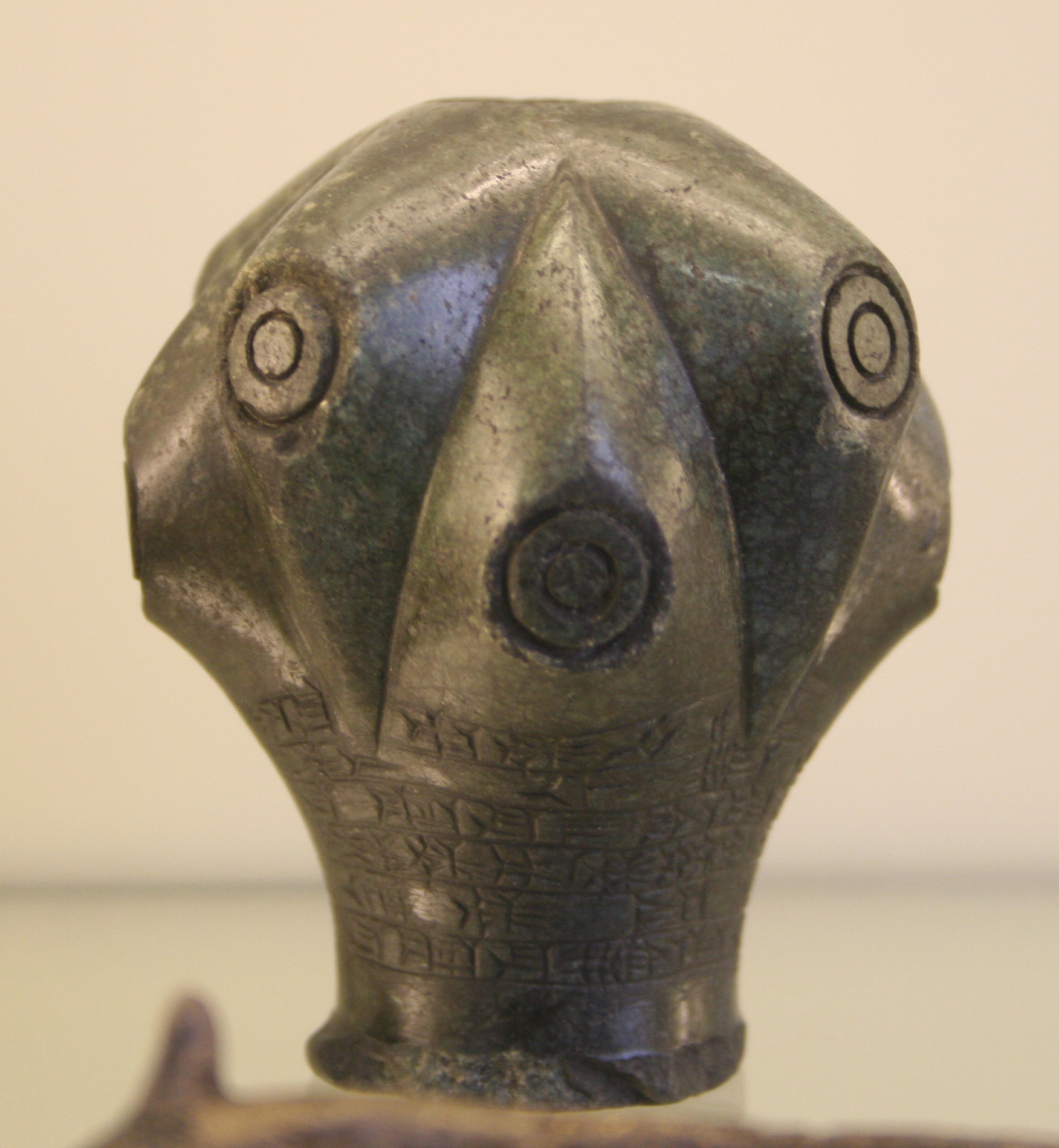
Каменное грушевидное навершие булавы, Месопотамия, начало 1 тысячелетия до н.э.
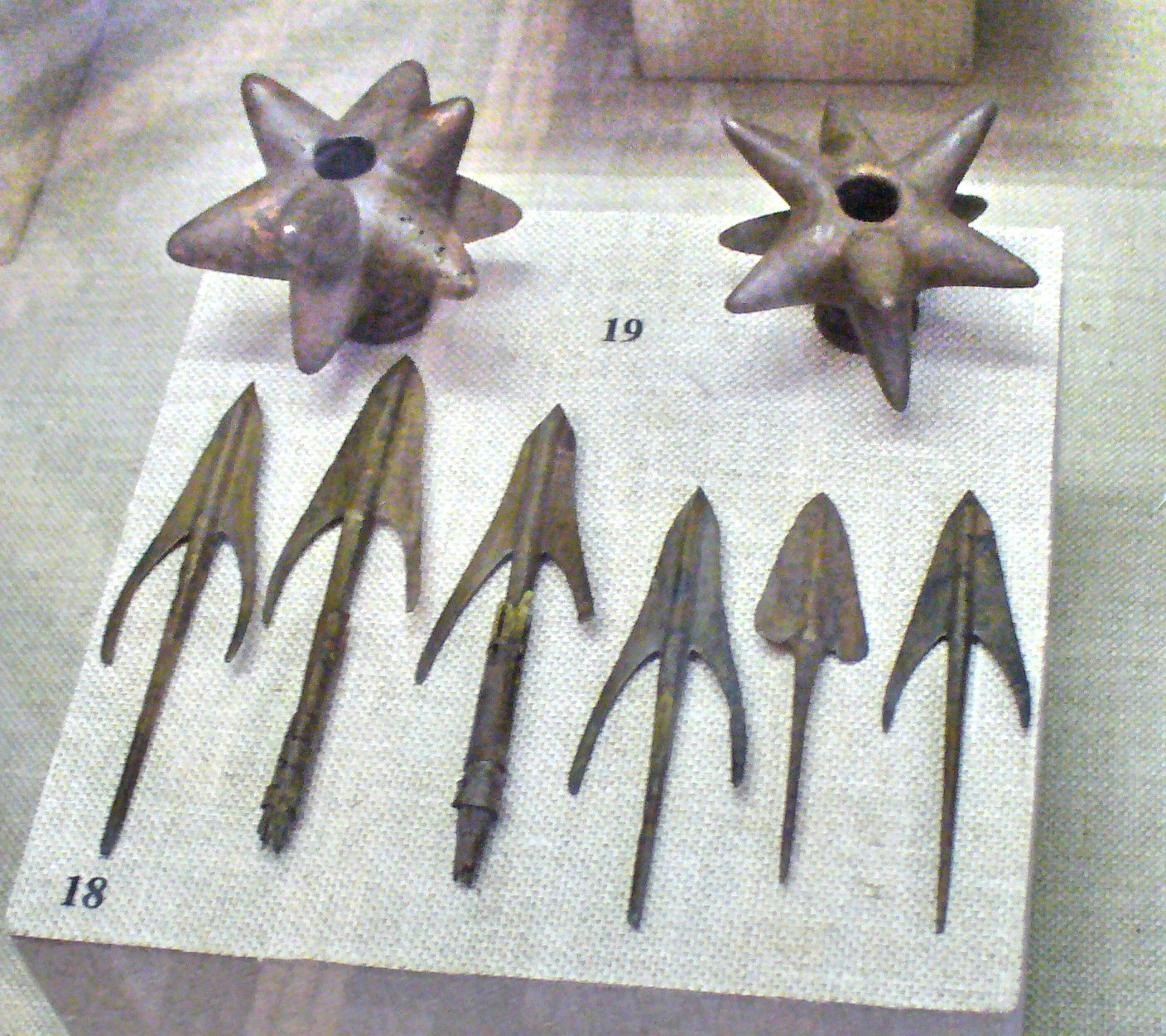
Бронзовые навершия булав и наконечники стрел, Южный Кавказ, 1 тысячелетие до н.э.
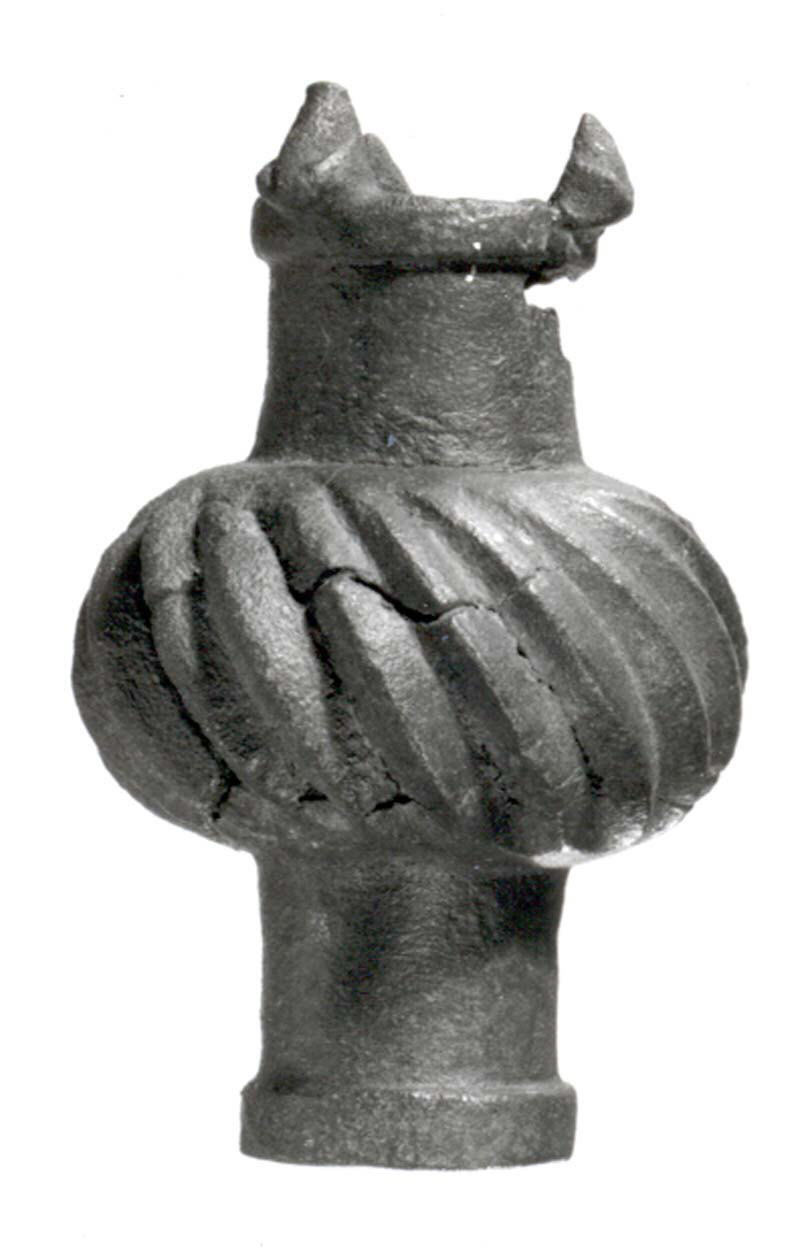
Бронзовое навершие булавы, Иран, ок. IX в. до н.э.
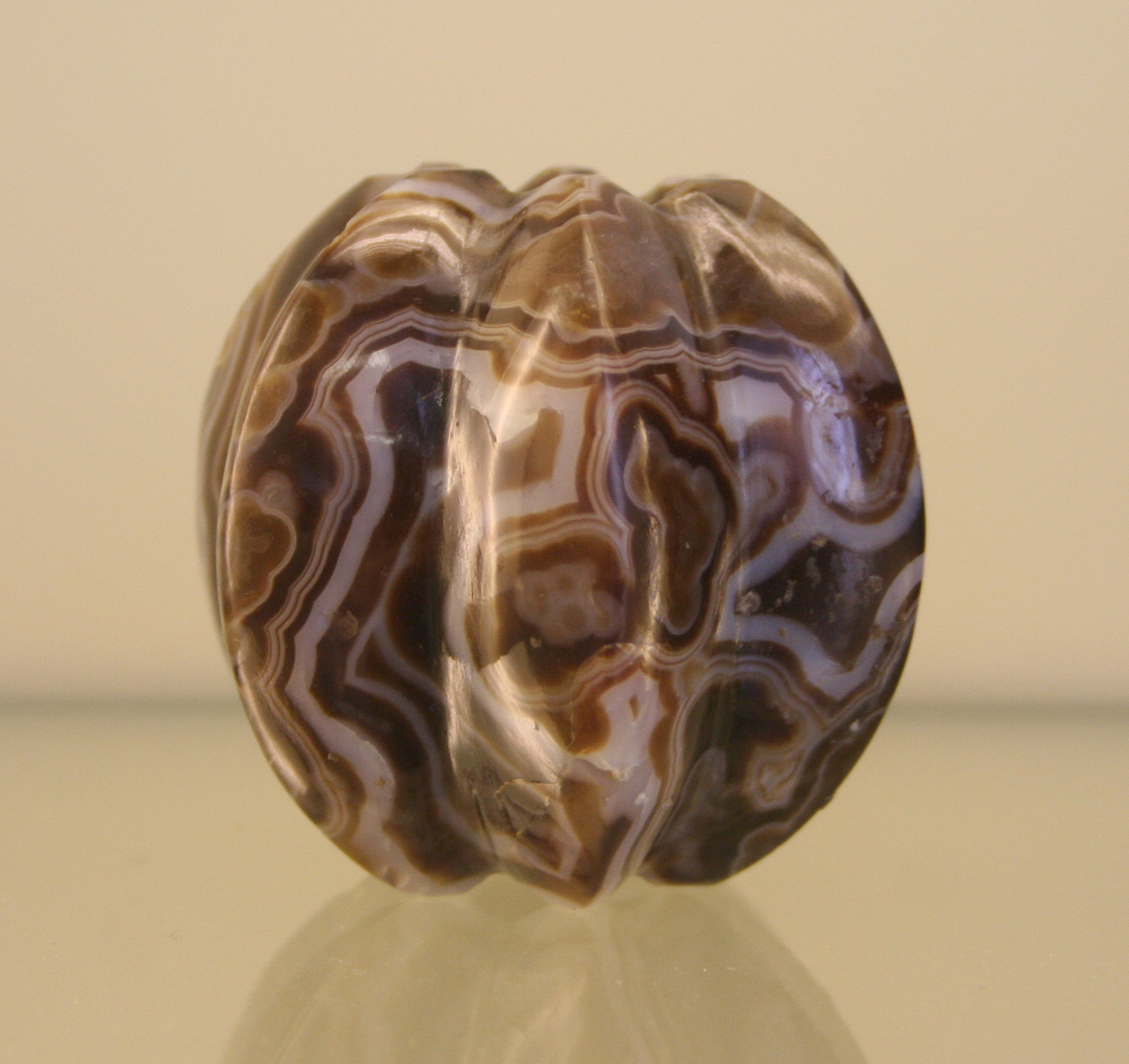
Каменное многолопастное навершие булавы, Нововавилонское царство (626—539 г. до н.э.)
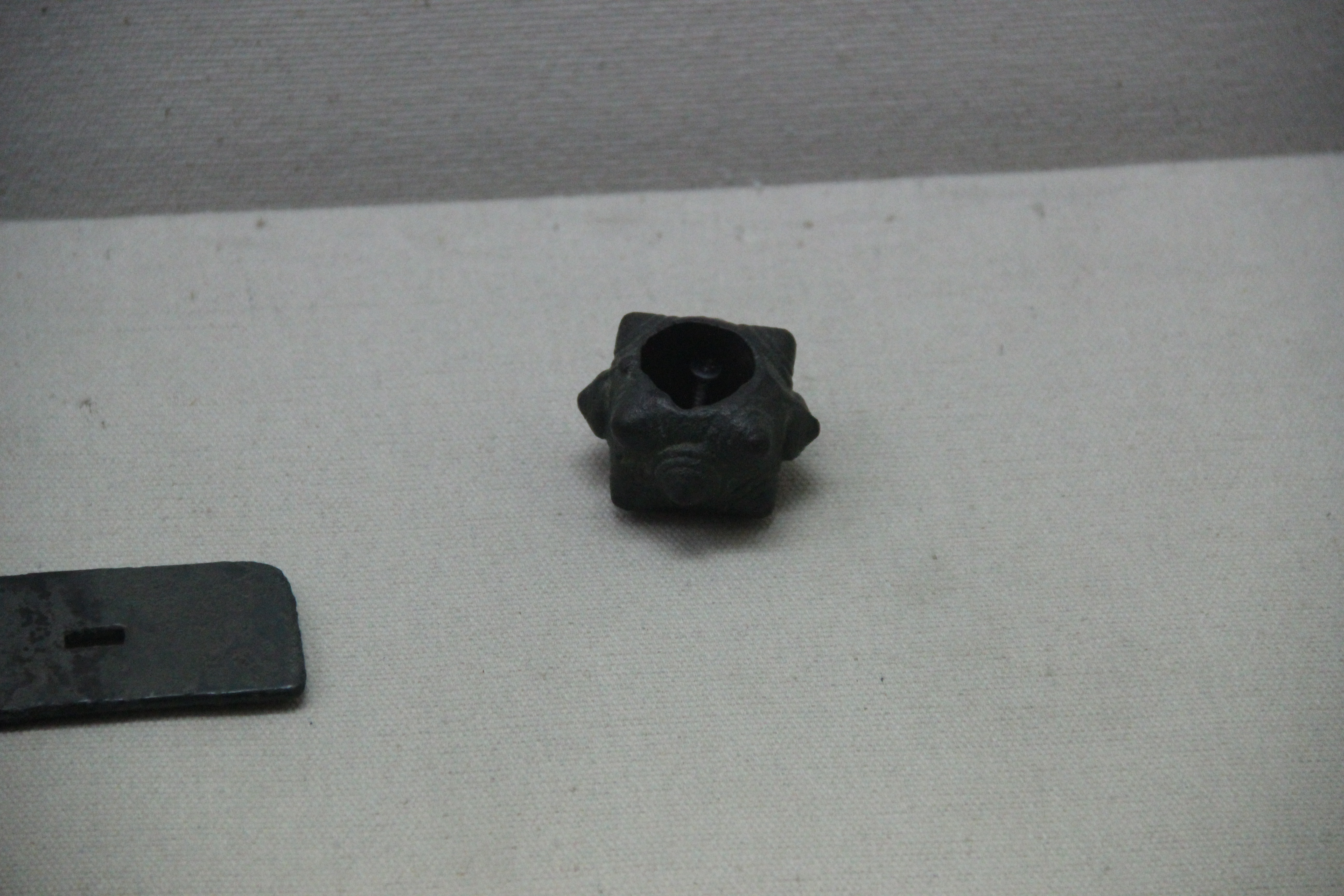
Бронзовое навершие булавы, Китай эпохи Хань (206 г. до н.э. — 220 г. н.э.)

#### Античность

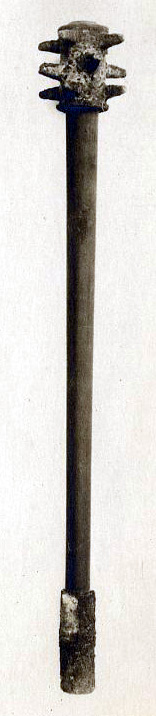
Булава с бронзовым навершием, Римский Египет

В Древней Греции для обозначения палиц, дубин и булав использовались термины «ропалон» (греч. ρόπαλον) и «корини» (греч. κορύνη). Считается, что термин «ропалон» обозначал, в первую очередь, палицы и дубины — именно так в мифах названо оружие Геракла, форма которого известна по античным изображениям. Однако, в некоторых историях отмечается, что палица Геракла была усовершенствована Вулканом или Дедалом, снабдившим её металлической боевой частью, что превратило её в оружие, подобное булаве.
Во времена Гомера булавы с железным или бронзовым навершием, иногда — снабжённым шипами, эпизодически использовались воинами. В Илиаде данное оружие называется «корини», им вооружён предводитель аркадян Арейфооя:
В воинстве их впереди Эревфалион, богу подобный,
Первый стоял, ополченный оружием Арейфооя,
Славного Арейфооя, прозванием палиценосца,
Данным ему от мужей и от жен, опоясаньем красных:
Мощный, не луком тугим, не копьем длиннотенным сражался,
Он булавою железной ряды разрывал сопротивных.
Оного храбрый Ликург одолел, но не силой — коварством,
В тесном проходе; не мог он себя булавой и железной
Спасть от смерти: Ликург, на дороге его упредивши,
В чрево копьем поразил, и об дол он ударился тылом.Гомер, Илиада VII 136—145
Булавы упомянуты в «Истории» Геродота. Геродот отмечает, что булавы с деревянными рукоятями и железными навершиями имели на вооружении ассирийцы, следовавшие за Ксерксом.
В армии Древней Греции булавы не относились к числу употребимых видов оружия. Однако, были случаи их применения. Это подтверждают изобразительные источники: так, на одной вазе изображён греческий воин, в правой руке держащий булаву с длинной рукоятью, а в левой — щит.
В Древнем Риме древковое ударное оружие обозначалось термином «клава» (лит. clava). Этот термин обозначал как палицу или дубину, так и булаву; отдельного понятия для обозначения булавы в латинском языке не было.
Для римской армии времён Республики булавы не были характерны. Однако, это оружие применяли вспомогательные отряды — ауксилии — набиравшиеся из не римских народов.
В римской армии булавы получили распространение со II века н. э. В военном трактате «Тактика» Арриана сообщается, что некоторые всадники-ланциарии вооружены небольшими булавами с круглым навершием, усеянным шипами.
Применялись булавы и позднеримской пехотой. Существовали специальные отряды, состоящие из воинов, вооружённых булавами или палицами. Они были предназначены для противодействия тяжёлой кавалерии. Эти отряды сыграли решающую роль в битве при Эмесе 272 года и в битве при Турине 312 года. Либаний так описывал тактику римских солдат в сражении под Сингарой:
«Пеший солдат отходил в сторону от мчащегося на него всадника и этим делал его атаку бесполезной, в то время как сам поражал наездника, когда тот проезжал мимо, своей палицей в висок и повергал его на землю, а затем легко расправлялся с ним».
Сохранилось некоторое число бронзовых и железных наверший римских булав. Они, как правило, снабжены шипами. Многие из них происходят с севера Европы, но были найдены в комплекте с другими римскими артефактами. Некоторые навершия происходят с территории Греции и Италии. Известны также позднеримские изобразительные источники, на которых представлены булавы. К ним относятся фреска Марса из Вилла Альбани и стела Маркоса Аврелиоса Алексиса из Лаконии.

### Византия

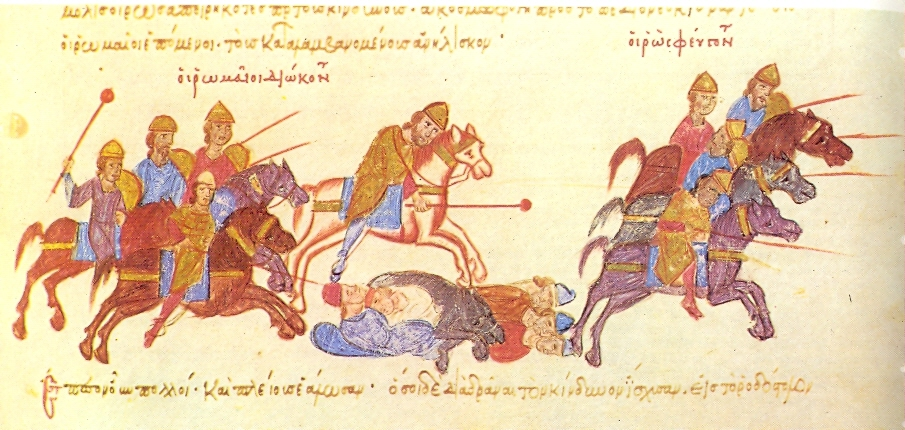
Атакующая византийская конница на миниатюре из рукописи «Мадридского Скилицы». XII в.

Имевшие применение в римской армии со II века н. э., булавы продолжают употребляться и в Византии. С V века, под влиянием Сасанидского Ирана и кочевников, активно использовавших булавы, роль этого оружия начинает возрастать и в византийской армии. Его распространение связано с развитием тяжёлой конницы — катафрактов. Высокая популярность булав в византийской кавалерии достигла апогея в X веке и сохранялась до конца XII века. Однако, это оружие использовалось не только в коннице, но и в пехоте: в частности, оно было популярно у акритов.
Булавы часто упоминаются в письменных источниках, в том числе — в военных трактатах, где даются рекомендации по их использованию. Для обозначения этого типа оружия используются термины: корини (греч. κορύνη), равдион / равдос (греч. ραβδίον / ράβδος), ропалон (греч. ρόπαλον), салива (греч. σαλίβα), мадзукион (греч. ματζούκιον), вардукион (греч. βαρδούκιον), сидироравдион (греч. σιδηροράβδιον). Не вполне ясно, являлись ли данные термины синонимами, или же они относились к разным типам булав.
Тактика катафрактов заключалась в таранной атаке противника и его уничтожении в ближнем бою. Этим обусловлено использование ими тяжёлых ламеллярных или чешуйчатых доспехов и тяжёлого оружия — в особенности железных булав. Трактаты предписывают каждому катафракту иметь булаву с железным навершием или полностью сделанную из железа, навершие должно быть с 3, 4 или 6 «углами» или иного типа. В трактате X века Praecepta Militaria отмечено, что булавы должны быть у всех катафрактов первых четырёх линий; булавами, наряду с клинковым оружием и копьями, также могут быть вооружены и остальные катафракты, а также расположенные за ними лёгкая конница и лучники. В «Тактике Никифора Урана» атака катафрактов описывается следующим образом: «они будут давить головы и тела врагов и своими конями, и своими железными булавами и саблями, они будут ломать и расчленять их порядки, и так они прорвутся сквозь них и полностью уничтожат их». Лев Диакон описывает подвиг Феодора Лалакона, который в битве против войск Святослава «весьма много побил неприятелей железною своею булавою, которою он, по крепости руки своей, раздроблял и шлем и покрытую оным голову».
Письменные источники свидетельствуют о том, что булавы использовались и в качестве метаемого оружия, как всадниками, так и пехотинцами. В трактате «Тактика Льва» отмечалось, что булавы вардукион и мадзукион можно использовать и для метания. Известно описание эпизода императорской охоты, в которой принимал участие будущий император Василий I: он, будучи верхом на коне, метнул вардукион в волка и разбил ему голову надвое. Мадзукион имел шипы и мог обматываться горючим материалом, который поджигали и бросали булаву в деревянные конструкции.
Письменные и изобразительные источники указывают, что в Византии было три основных способа ношения булавы:
- В чехле, прикреплённом к седлу.
- За поясом.
- На запястье, подвешенной на темляк.

Длина рукоятей византийских булав, по оценкам, в большинстве случаев составляла от 60 до 80 см, крайне редко она была порядка 1 м или несколько больше.
Рафаэль Д’Амато, на основе изобразительных и письменных источников, а также археологических находок наверший, выделяет следующие типы булав, используемых в Византии и на Балканах в IX—XV веках:
- a) Полигональная — имеющая форму многогранника.

- 1) «Треугольная». 2) «Квадратная». 3) «Шестиугольная». 4) «Восьмиугольная».

Эти навершия были сделаны из железа и имели, соответственно, от 3 до 8 предназначенных для нанесения удара вершин или рёбер. К археологическим находкам полигональных наверший относятся:
- Навершия в виде куба или параллелепипеда с 4 крупными массивными пирамидальными шипами, по 1 на каждой боковой грани.
- 12-шипные навершия, по форме близкие к соединению куба и октаэдра, с массивными пирамидальными шипами.

- 5) Многолопастная булава, позднее развившаяся в шестопёр. Данный тип, по-видимому, пришёл в Византию из Ирана, в XIII веке он проникает в Восточную и Западную Европу. Эти булавы часто встречаются на византийских изобразительных источниках XIII—XIV веков. Археологически известны как обычные навершия шестопёров, так и со спирально закрученными перьями.

- b) Перначи с навершием луковицеобразной формы. Они отличаются большим числом перьев значительной толщины. Этот тип имеет, вероятно, восточное происхождение. Он известен по византийским изобразительным источникам XIV и XV веков. В XIV веке подобные перначи были широко распространены на Балканах.
- c) Круглое навершие.

- 1) Простое — с гладкой поверхностью. Такие булавы часто встречаются на изобразительных источниках, что может быть объяснено условностью изображения, однако, их существование подтверждено археологически. Шаровидные навершия известны по находкам на территории Византии и, в особенности — Болгарии. Некоторые из них инкрустированы серебром, что, возможно, указывает на то, что данные булавы служили знаком военной власти.
- 2) С перьями — представляет собой гибрид шаровидного навершия и пернача.
- 3) Полигональное с шипами — имело слабо выступающие вершины или рёбра.
- 4) С выступами. Поверхность этих наверший была усеяна множеством небольших выступов или коротких шипов.

- d) Цилиндрическое навершие с остриём. Данный тип является сравнительно редким — известна лишь одна находка с территории Константинополя и несколько — с территории Болгарии. Они датируются XII—XIV веками.

### Западная Европа

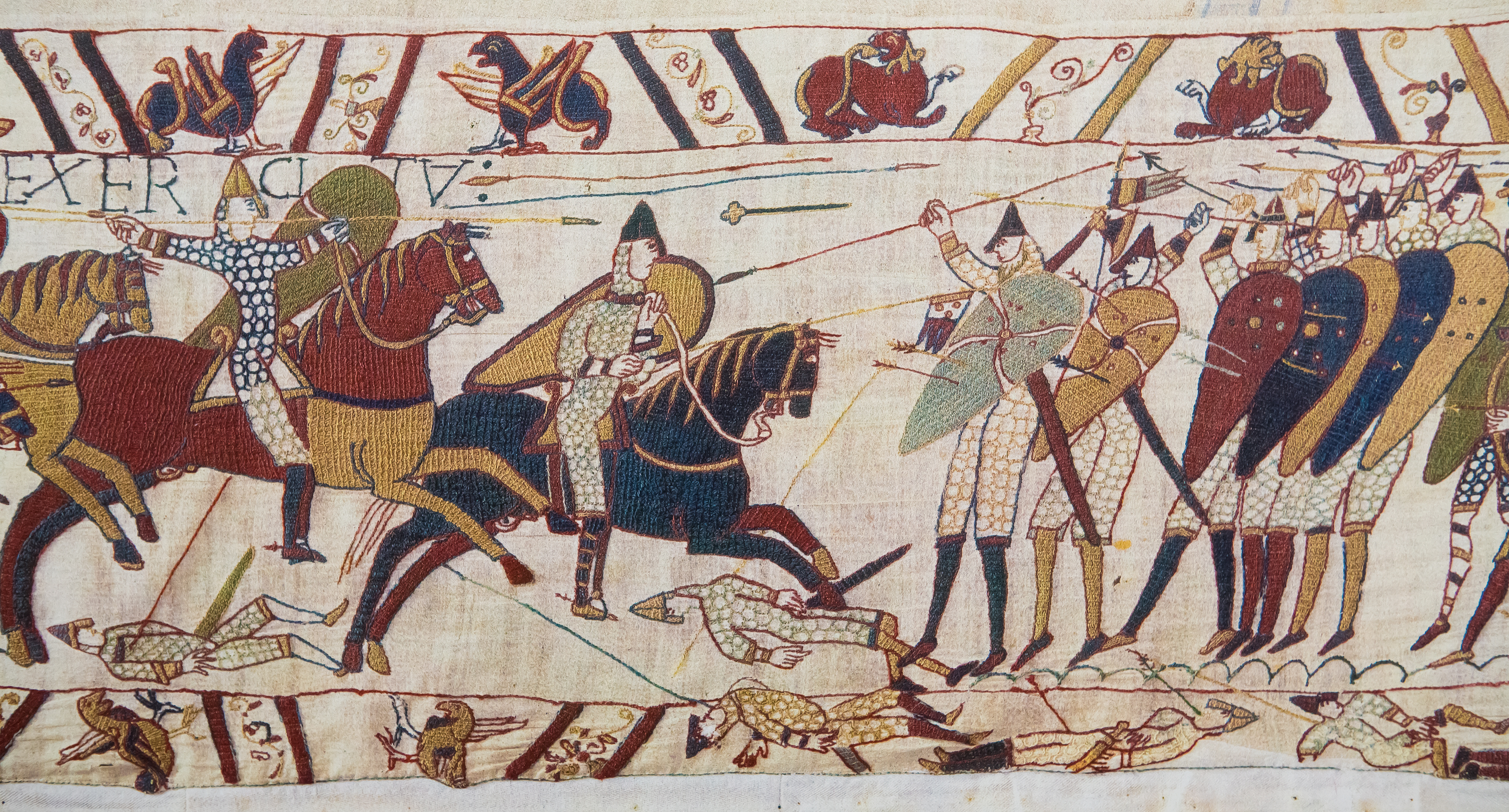
Метательная булава (?) на ковре из Байо, кон. XI в.

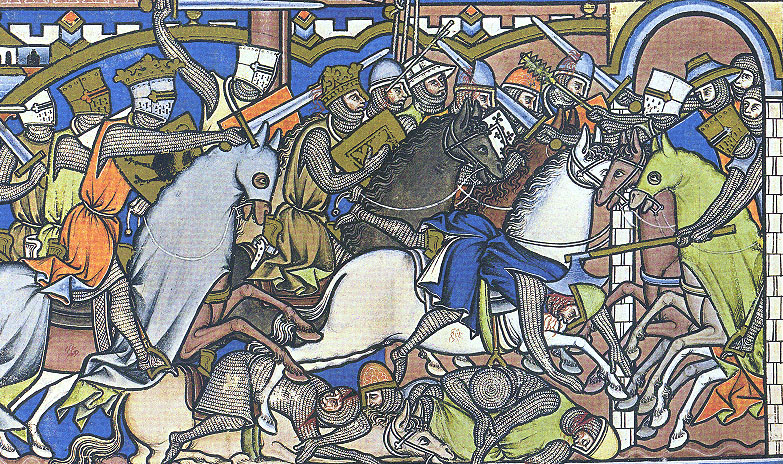
Булава на миниатюре из Библии Мациевского, сер. XIII в.

Одним из первых свидетельств использования булав в средневековой Европе является ковёр из Байо. На нём, однако, булавы показаны, преимущественно, не в руках сражающихся воинов, а летящими в воздухе, что, вероятно, свидетельствует об их использовании в качестве метаемого оружия. Булавы, используемые для нанесения удара, показаны на более поздних миниатюрах, в том числе в Библии Мациевского. Булавы известны также по скульптурным изображениям XIII века.
Пешие воины использовали разнообразные палицы и булавы, однако они, скорее, являлись оружием ополченцев, а не профессиональной пехоты. Изначально чаще использовались простые палицы и дубины, которые сохраняются до XV века. В конце XIII века появился моргенштерн. Он имел навершие, как правило, цилиндрической, реже — шарообразной или иной формы, оснащённое шипами, закреплённое на рукояти длиной до 1 м.
Существует мнение, что булавами и палицами пользовались участвующие в войнах представители католического духовенства, чтобы избежать запрета проливать кровь. Однако, это мнение не подтверждается историческими свидетельствами.
С XIV до середины XVI века булавы имели значительное распространение в европейской коннице.
Интересен тот факт, что в собраниях оружия булав сохранилось больше, чем топоров или боевых молотов. Однако, неизвестно, свидетельствует ли это о том, что первые были более популярны, или о том, что последние — более востребованы.
Основной тип булавы, имевший хождение в Европе с XII до конца XV века — пернач. Навершие было литым или кованным, чаще всего, оно имело 7 перьев на цилиндрической втулке, насаживаемой на деревянную рукоять. В верхней части они снабжались декоративным элементом в виде некоторой фигуры, иногда — крепящейся к навершию при помощи резьбового соединения. Рукоять такого пернача могла быть сделана из двух частей — секция, ближе к навершию, была стальной, нижняя секция — деревянной. Однако, после 1470-х, большинство рукоятей были цельнометаллическими — из железа или стали. Часть рукояти, предназначенная для хвата, часто выделялась двумя расширениями. Темляк крепился либо к кольцу, прикреплённому к нижней части рукояти; либо в отверстие в рукояти, расположенное над местом хвата.
Э. Оукшотт выделяет 4 основных типа европейских булав эпохи Ренессанса и раннего Нового времени:
- Тип M1. Т. н. «готические» булавы. Они представляли собой перначи, имеющие перья толщиной 4—5 мм с заострённой формой профиля, наподобие циссоиды Диокла. Данный тип отличался от других европейских булав своей миниатюрностью и лёгкостью: в среднем, общая длина «готической» булавы составляла 45 см, а вес — 1275 г.
- Тип M2. Этот тип перначей около 1500 года пришёл на замену «готическим» булавам. Он отличался большим размером рукояти и перьев, и, соответственно, большим весом — общая длина таких булав составляла 60—70 см, а вес — 2—3 кг. Толщина перьев — около 3 мм, они порой могли иметь сложную фигурную форму профиля. Известно, что пернач такого типа принадлежал Карлу V.
- Тип M3. Представлял собой булаву с шаровидным навершием, снабжённым шипами. Такие булавы встречались крайне редко. Аналоги им известны в Иране и Индии.
- Тип M4. Перначи восточноевропейского типа, которые в англоязычной терминологии обозначаются термином bulawa. Аналогичные булавы известны в Турции и Иране. Основное отличие данного типа — сравнительно небольшие перья значительной толщины со скруглённой формой профиля.

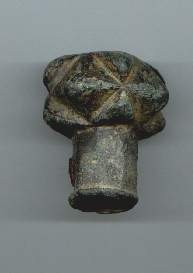
Навершие булавы, Кент, XI—XIII в.
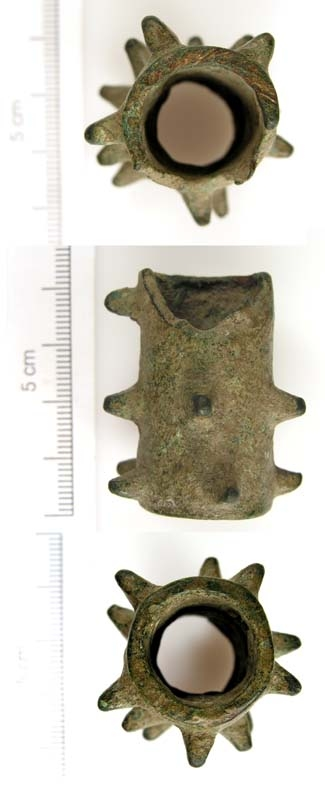
Навершие булавы, Северный Йоркшир, XII—XIV в.
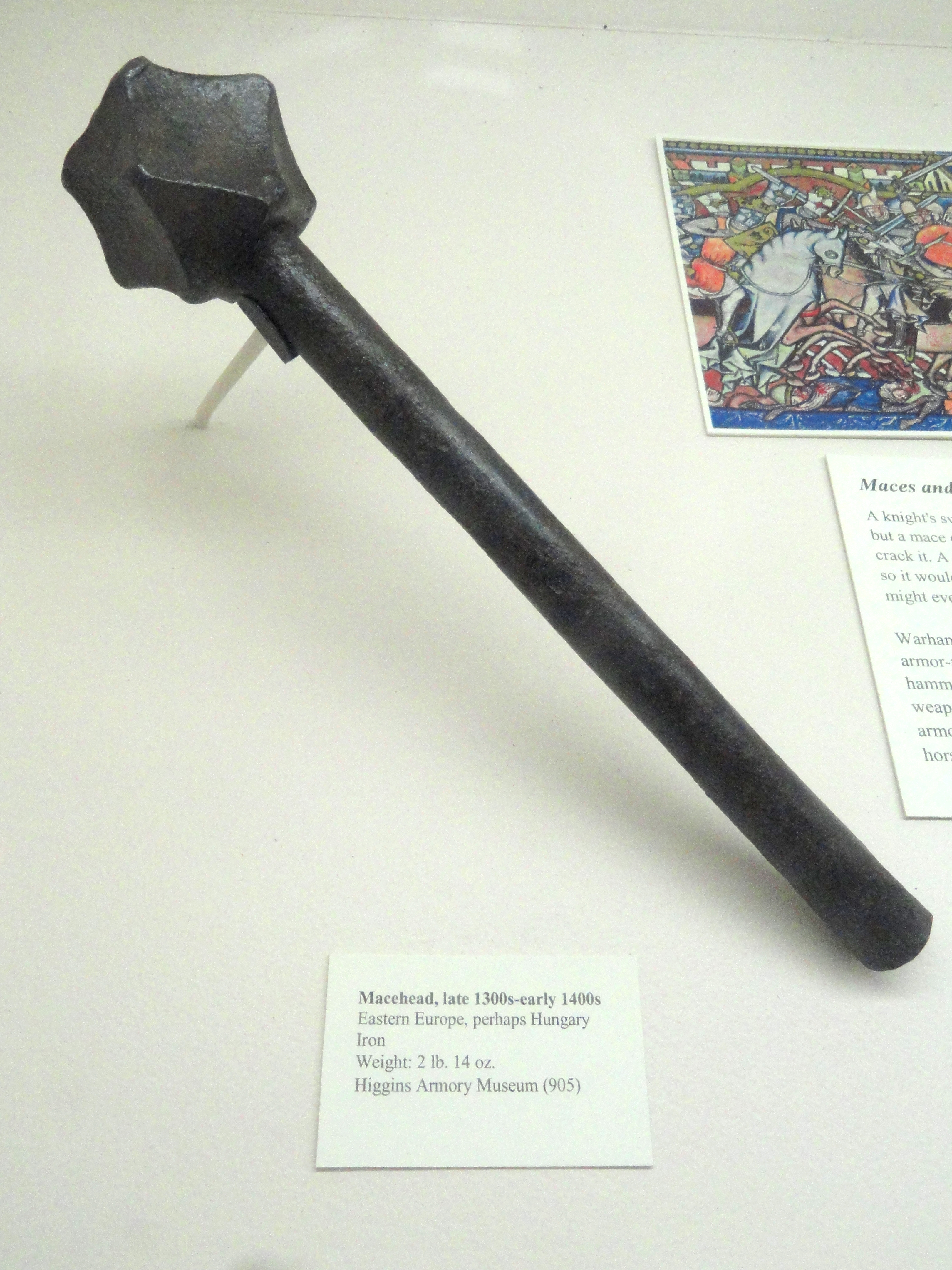
Навершие булавы, Венгрия, конец XIV — начало XV в.
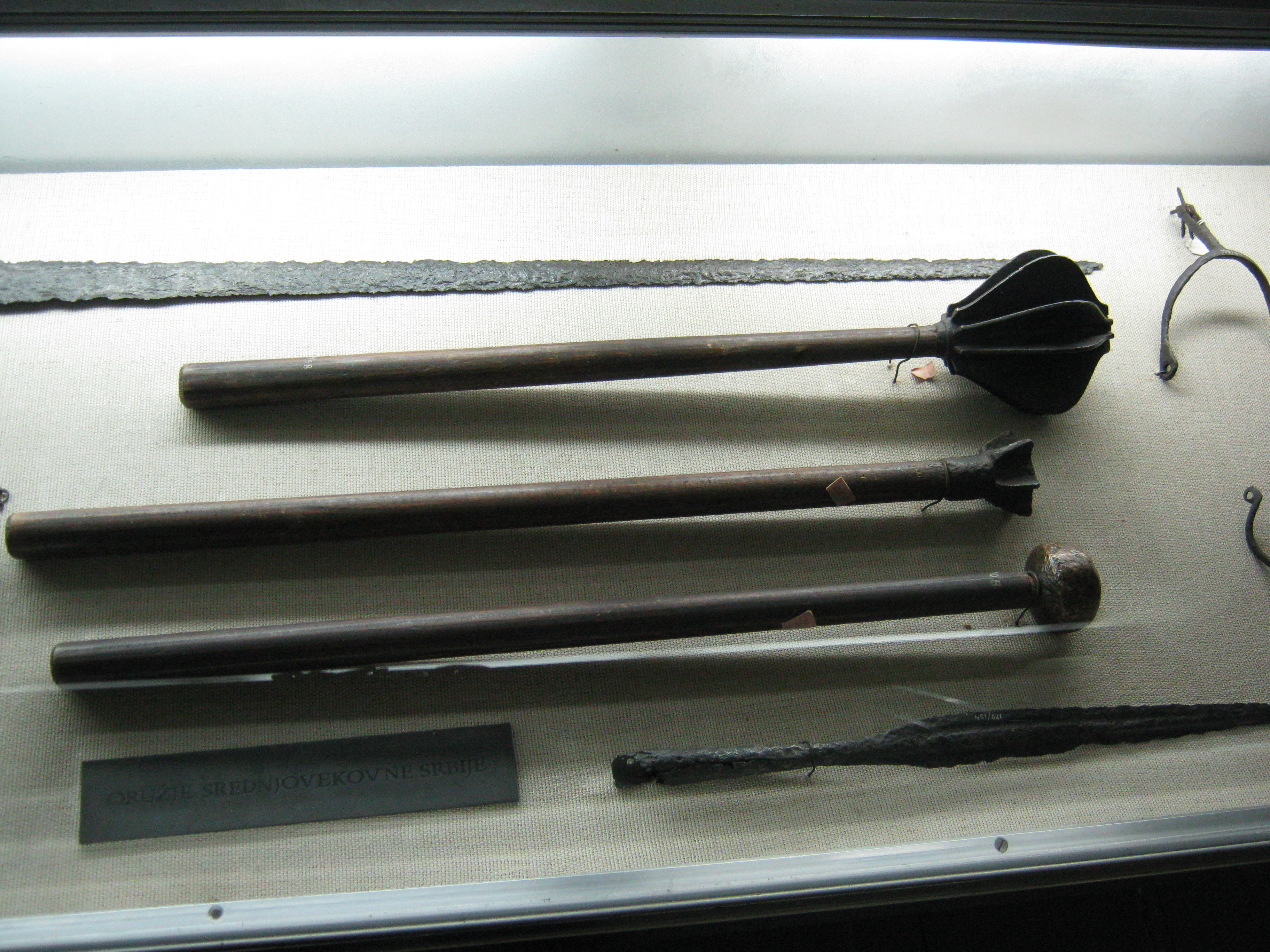
Булавы из военного музея в Белграде
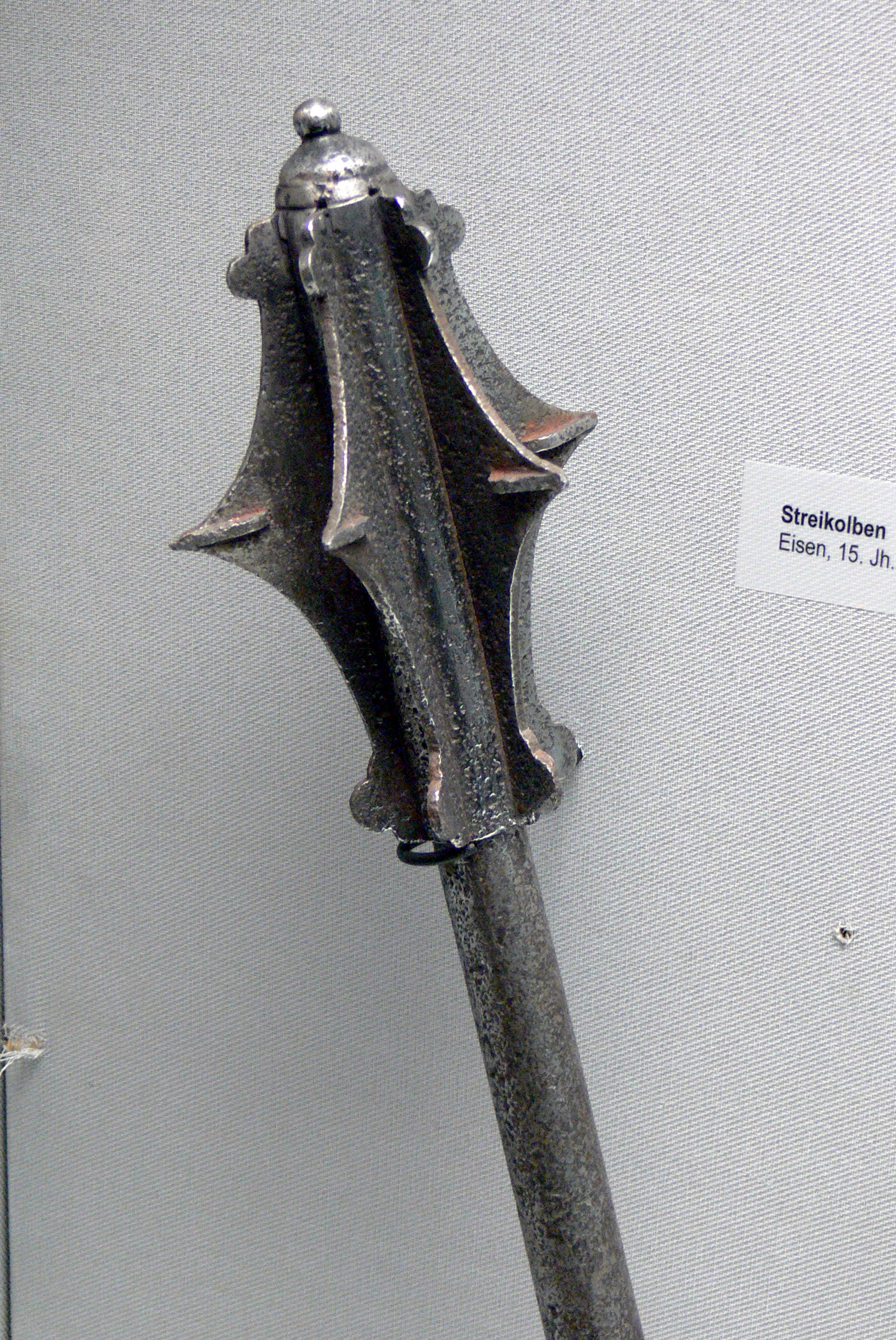
Навершие «готической» булавы (тип M1 по Оукшотту)
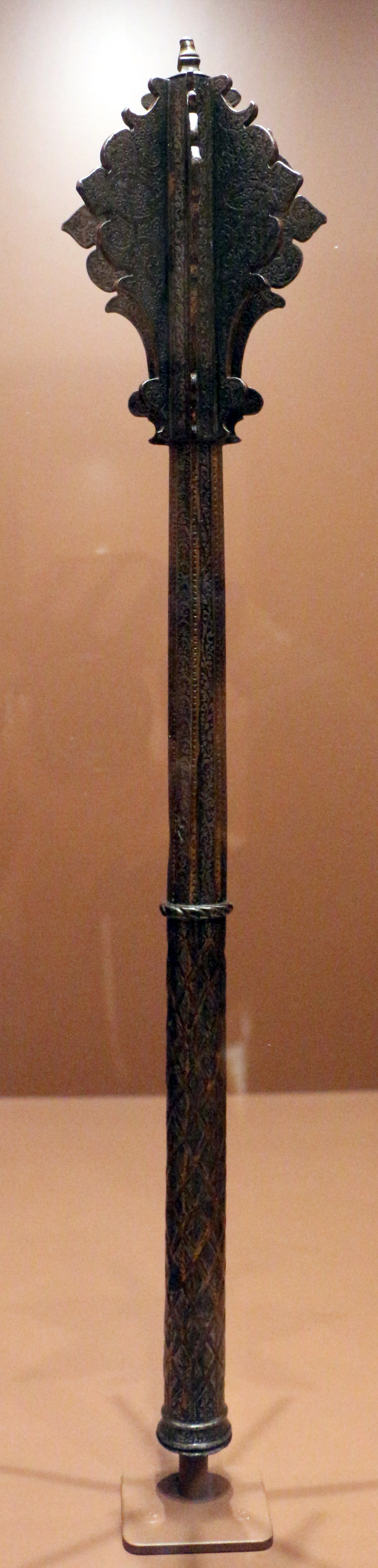
Булава типа M2 по Оукшотту, Германия, ок. 1550 года
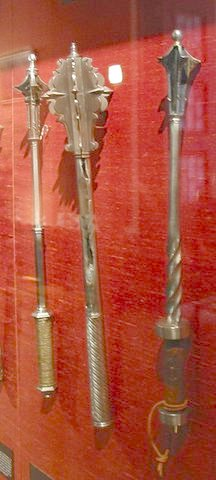
Перначи типов M1 (по краям) и M2 (в центре) по Оукшотту
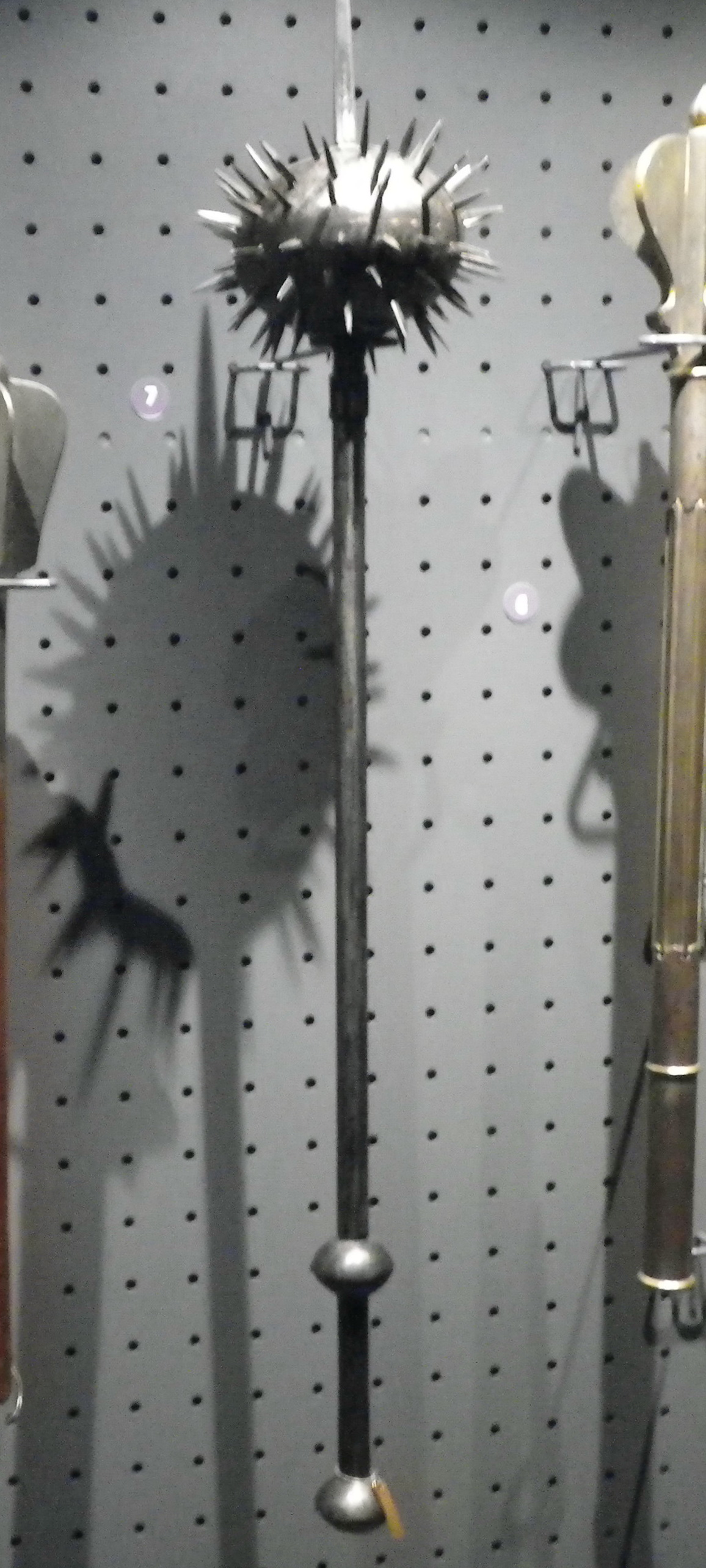
Булава типа M3 по Оукшотту из музея в замке Мариенбург

### Восточная Европа

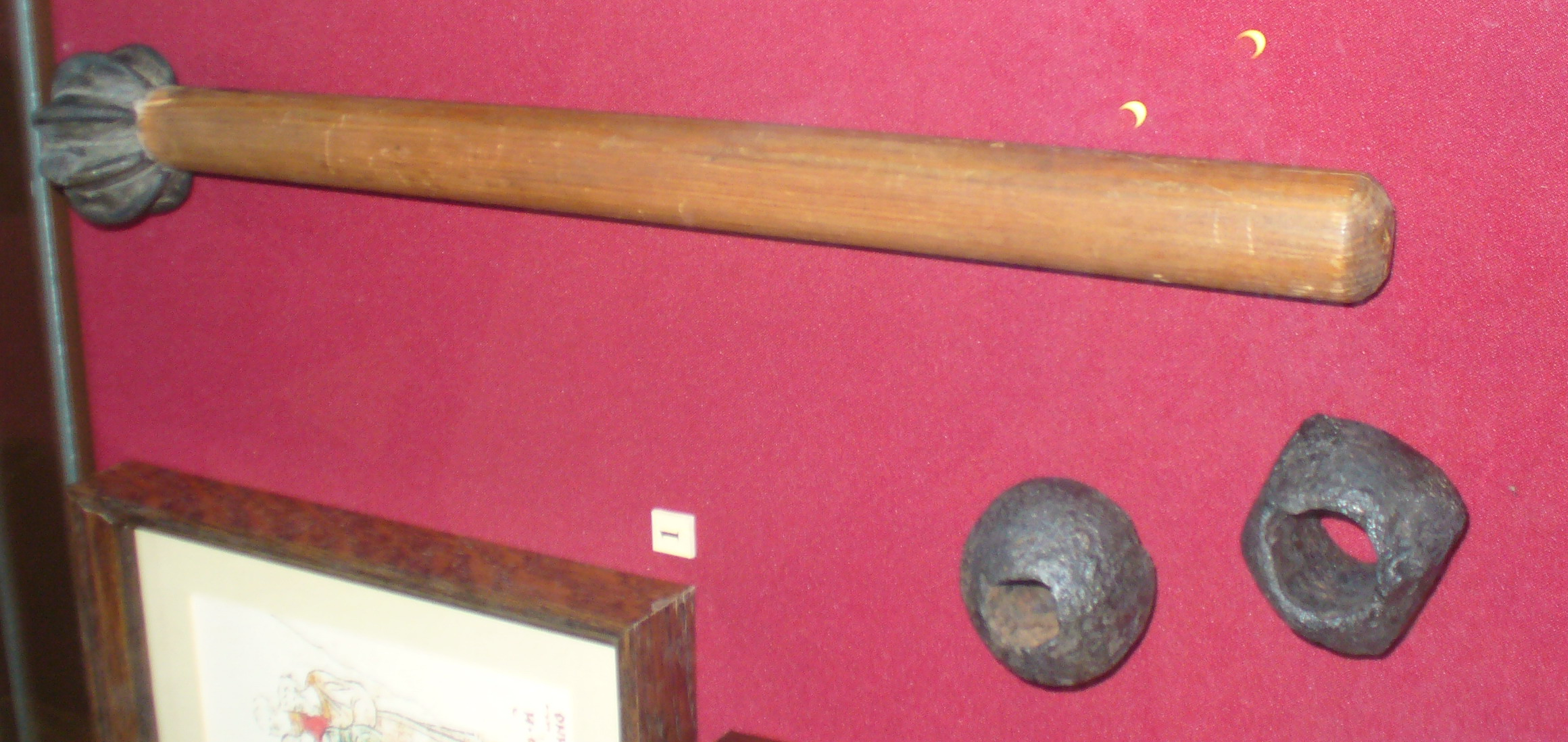
Железные навершия булав, тип II (крайнее справа) и V (шарообразное — посередине, многолопастное — на рукояти) по Кирпичникову. Русь, XII—XIII в.

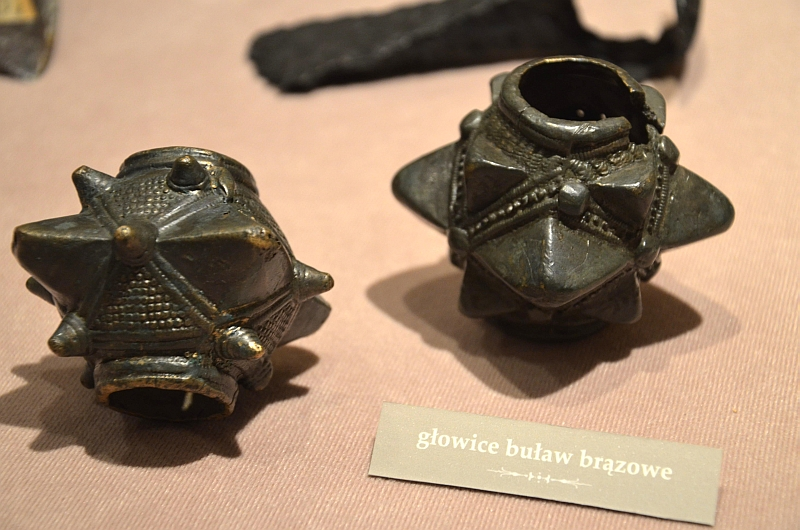
Бронзовые навершия булав, тип III и IV по Кирпичникову. Польша, XII—XIII в.

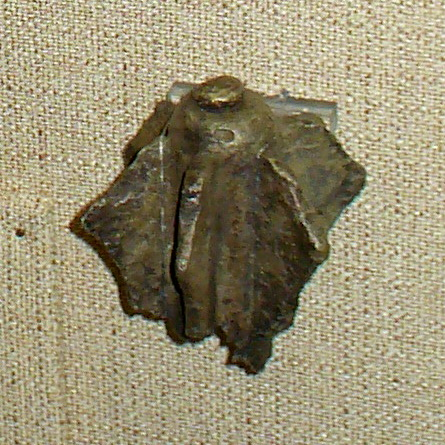
Бронзовое навершие шестопёра. Волжская Болгария, XIII (?) век

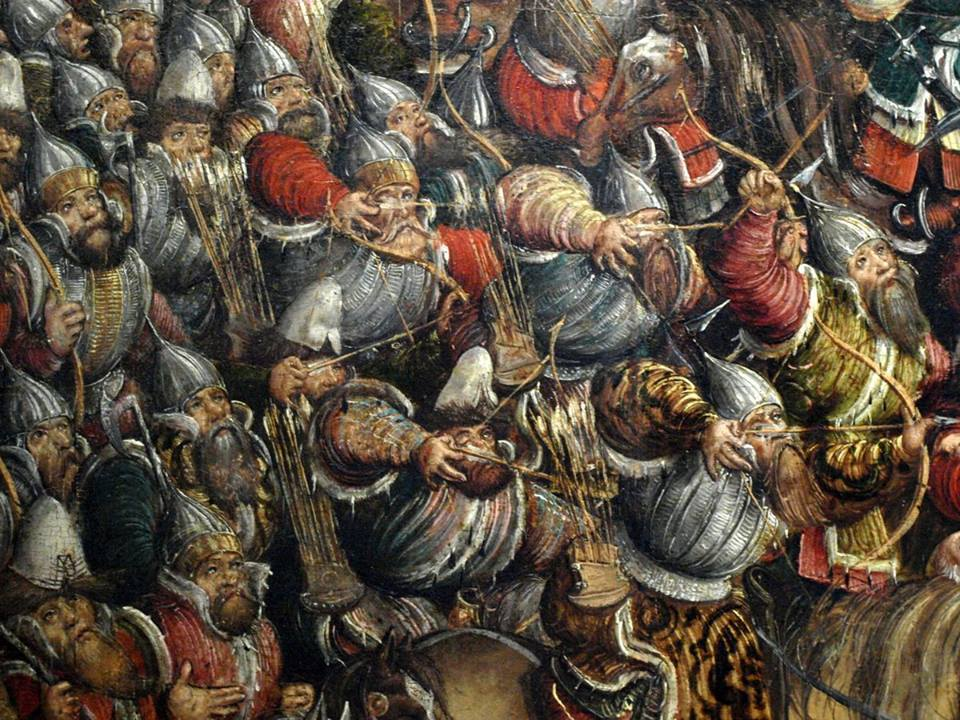
Справа — русский всадник с булавой. Фрагмент картины «Битва под Оршей», первая половина XVI века

#### Русь
По данным археологии, на Руси булава появилась в XI веке, вероятно, под влиянием юго-востока, и, в частности — Хазарского каганата.
А. Н. Кирпичников рассмотрел 102 археологических находки наверший булав, происходящих с территории Древней Руси, и классифицировал их следующим образом:
- Тип I. Навершия в виде куба или параллелепипеда с 4 крупными массивными шипами, по 1 на каждой боковой грани. 3 экземпляра, один из которых найден в славянском погребении XI века у деревни Загорье Тверской области. Материал — железо и, реже, бронза. Навершия данного типа найдены также на территории Восточного Средиземноморья, кочевого юго-востока, Византии и Хазарского каганата.
- Тип II. Брусы — навершия в виде кубооктаэдра. 45 экземпляров, большинство — из разрушенных в результате татаро-монгольского нашествия городов, некоторые также обнаружены в крестьянских костромских курганах, а также в Новгороде и Москве. Датируется XII—XIII веками. Материал — железо. Вес наверший — от 100 до 350 г. Известны аналогичные навершия, происходящие с территории Волжской Болгарии, Латвии и Самбии.
- Тип IIА. Булавы-клевцы. По форме аналогичны типу II, но с одной стороны снабжены крюком. 2 экземпляра. Похожие изделия известны и в Волжской Болгарии.
- Тип III. Навершия с 4, или, реже, 5 пирамидальными шипами, иногда также с небольшими выступами между шипами. 8 экземпляров, происходящих и с юга, и с севера Руси. Датировка — XII — первая половина XIII века. Из бронзы отливался пустотелый корпус навершия, внутрь заливался свинец. Вес — 250—300 г. Схожие булавы происходят из Прибалтики, Прикамья и Поволжья.
- Тип IV. Навершия в виде соединения куба и октаэдра, с 4 большими и 8 малыми шипами. 26 экземпляров, происходящих с юга Руси, преимущественно из Киевского региона, а также из городов, разрушенных в результате татаро-монгольского нашествия. Датировка — XII — первая половина XIII века. Бронзовый корпус, залитый свинцом. Вес — 200—300 г (вес корпуса без свинца — 150—180 г). Аналогичные булавы происходят из Прибалтики, Польши, Швеции, Анатолии; схожие, но выполненные из железа — из Подолии и Северного Кавказа, последние датируются XIII—XIV веками.

Некоторые из наверший типов III и IV были найдены в комплекте с другими предметами вооружения, в том числе в жилищах дружинников и в погребении воина. Одно, предположительно, было найдено в литейной мастерской киевского ремесленника. Некоторые из наверший были позолочены, многие также имеют рельефные декоративные элементы, иногда — с хорошо проработанными мелкими деталями.
- Тип V. Навершия в форме шара, как с гладкой поверхностью, так и многолопастные булавы с 6—8 рёбрами, или с небольшими выпуклостями. 7 экземпляров. Один из них происходит из Белой Вежи и датируется XI веком; остальные — XII—XIII. Материал — железо, реже — бронза и кап. Вес наверший — 150—180 г. Шарообразные навершия булав XII—XIII века также были найдены в Пруссии, Швеции, на Готланде.
- Тип VI. Шестопёры. 3 экземпляра. Датировка — XIII век. Материал — железо и бронза. Шестопёры также известны по находкам на территории Волжской Болгарии, Золотой Орды (вторая половина XIII—XIV век), Англии (XIII век), Венгрии (XIII век).

Частично сохранились рукояти двух булав типа IV из Букрина, однако, подлинность этих рукоятей сомнительна. Они имеют длину 50 см, диаметр до 2,6 см и обложены медным листом. Также с рукоятью сохранилась булава конца XIII — начала XIV века из Новгорода. Её железное навершие сильно проржавело; длина рукояти — 43 см. Из Новгорода также происходит булава типа II с полностью сохранившейся рукоятью. Она датируется XIII веком. Навершие булавы железное, на рукояти оно зафиксировано при помощи двух гвоздевидных клиньев, вбитых в рукоять сверху. Длина рукояти — 64,2 см, диаметр — 2,8 см, в нижней части снабжена отверстием (вероятно, для крепления темляка) и украшена резным орнаментом.
Булавы известны и по изобразительным источникам. Так, они присутствуют на резных изображениях Дмитриевского собора XII века во Владимире. Похожие на булавы предметы встречаются и на миниатюрах Радзивилловской летописи XV века, однако, неизвестно, являются ли они оружием или символом княжеской власти.
Слово «булава» в русских письменных источниках впервые встречается в XVI веке. В древнерусских летописях для обозначения данного оружия, вероятно, используется слово «кий». В русском переводе XI века хроники Георгия Амартола данное оружие фигурирует под названием «жезл ручной».
Считается, что тот тип оружия, который в настоящее время называется «булавой», в древнерусских источниках также рассматривался как отдельный тип оружия, отличный от палки или дубины. Для обозначения деревянных объектов, используемых в качестве оружия, в русских источниках использовались термины «палица», «хлуд», «ослоп», «дубина», «дреколье», а также, возможно, «рогвица», «роговица», «рогдица» и «рогтича». Однако тот факт, что в ряде источников упоминаются металлические (медные, железные, булатные) палицы, даёт основания предположить, что данный термин мог использоваться и по отношению к булавам.
С XIV века булава на Руси становится символом власти, хотя сохраняет боевое значение до XVI века. Археологических находок булав, относящихся к этому периоду, значительно меньше. Известны находки брусов и шестопёров, датируемых XIV—XV веками. Позднее, в результате турецкого влияния, на Руси появляются грушевидные булавы: булава данного типа была найдена при раскопках в Москве, в строении середины XVII века. В музейных коллекциях сохранилось множество богато украшенных булав XVII века, однако все они имели церемониальное назначение и не использовались в качестве оружия.

#### Волжская Булгария
В Волжской Булгарии булавы появились в XI веке, но наибольшее распространение получили в XII—XIII веках. Как и на Руси, их распространение было связано с развитием конницы. Всего, по данным на 2006 год, с территории Волжской Болгарии происходит 17 находок булав. Некоторые из них схожи с древнерусскими образцами, некоторые — уникальны и не имеют аналогов. Данные находки были рассмотрены и классифицированы И. Л. Измайловым, исходя из типологии А. Н. Кирпичникова.
- Тип I. Навершия в виде куба с 4 шипами. 3 экземпляра. Бронза. X—XI век.
- Тип II. Брусы. 4 экземпляра. Материал — бронза. Датировка — вторая половина XII — начало XIII веков.
- Тип IIА. Булавы-клевцы. 1 экземпляр. Бронза. XIII век.
- Тип IIБ. Навершие в виде многогранника, рёбра которого выделены желобками. 1 экземпляр. Железо. Середина XIII века.
- Тип III. Навершия с 4 пирамидальными шипами, между которыми — 8 небольших выпуклостей. 3 экземпляра. Бронзовый корпус, залитый свинцом. Вес — до 300 г. XII — первая половина XIII веков.
- Тип IIIА. Схож с типом III, но вместо шипов имеет крупные полусферические выпуклости. 1 экземпляр. Материал — сплав меди и цинка. Вес — 200 г. Датировка — XII — первая половина XIII века.
- Тип IV. Навершия в виде соединения куба и октаэдра, с 4 большими и 8 малыми шипами. 1 экземпляр. Бронза. XII — первая половина XIII века.
- Тип V. Уплощённое шаровидное навершие. 1 экземпляр. Железо. XI—XII век.
- Тип VI. Шестопёры. 3 экземпляра. Бронза. XIII—XIV век.

В целом, булавы в Волжской Болгарии использовались, главным образом, в коннице, будучи оружием как знатных, так и простых воинов. В начале XIII века, в связи с утяжелением защитного вооружения, распространение получают булавы-клевцы и шестопёры. Булава на волжско-булгарском языке имела название «курзи».

### Кочевники

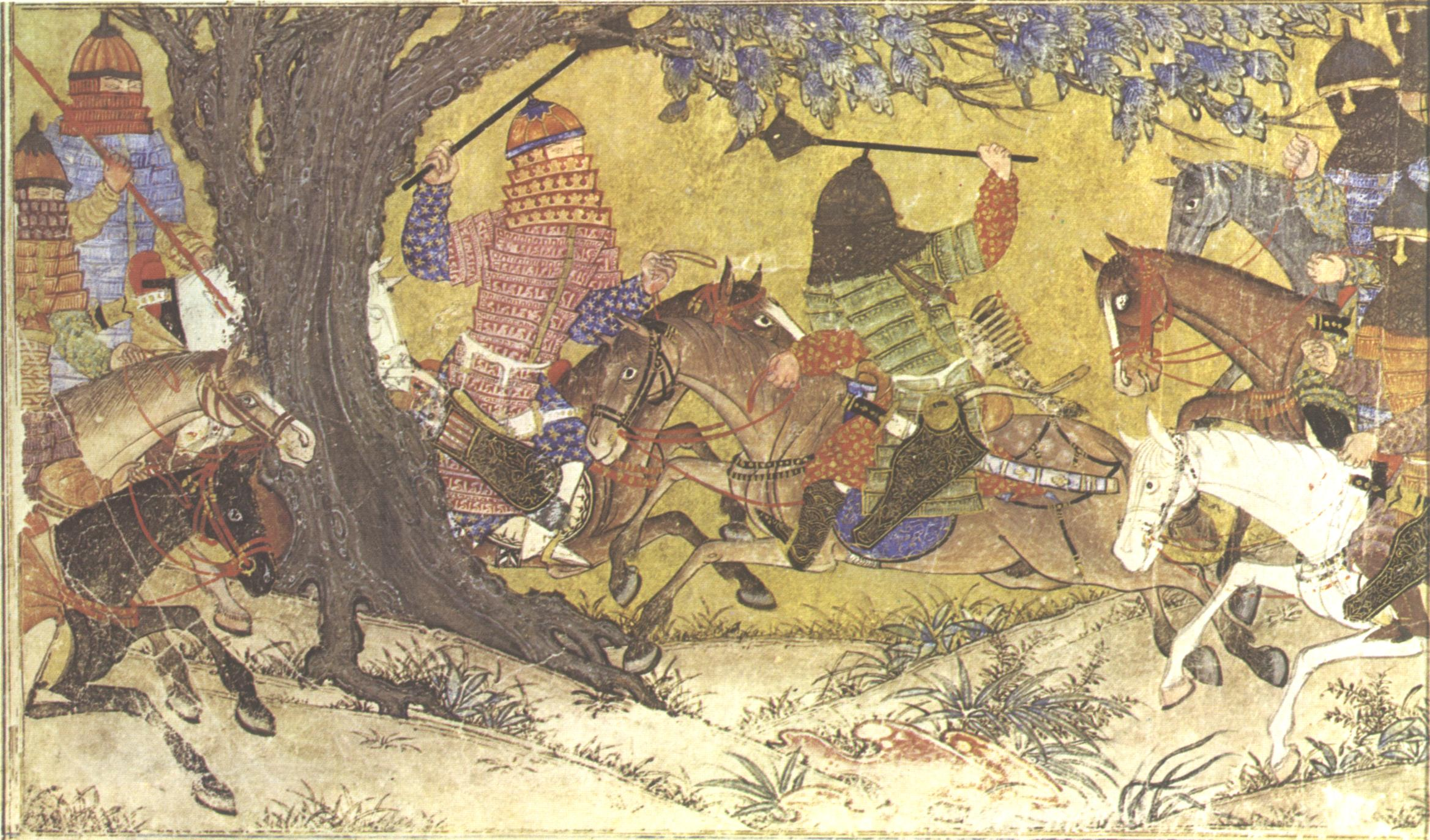
Схватка Ардашира и Артавана. Миниатюра их рукописи «Шахнамэ». Государство Хулагуидов. 1330-е годы

У киданей булавы были широко распространены. Они служили и оружием, и символом власти, при этом булавы, используемые знатью, отличались рукоятями значительной длины — до 1,5 м. По данным на 2002 год, археологически известно 2 навершия киданьских булав. Оба они сделаны из железа и являются втульчатыми, одно — шаровидное, второе — вытянутой грушевидной формы. О применении булав киданями также свидетельствуют и изобразительные, и письменные китайские источники.
У монголо-татар в XIII — начале XIV веков булавы имели значительное распространение. Об этом свидетельствуют изобразительные источники и археологические находки. М. В. Горелик выделяет 2 основных типа татаро-монгольских булав:
- Булавы с шаровидным навершием, гладким либо с гранёными выступами, с проушиной либо втулкой.
- Перначи с перьями треугольной, полукруглой, трапециевидной либо более сложной формы.

Длина рукояти, как правило, составляла порядка 50 см, но иногда достигала 75 см и более. Иногда она снабжалась ременным темляком. Навершия могли изготавливаться из бронзы, железа, чугуна, реже — из камня. В монгольском языке для обозначения данного типа оружия использовались термины «булаву» и «гулда».
Е. И. Нарожный и Д. Ю. Чахиев классифицировали археологические находки булав на территории Северного Кавказа, которые датируются XIII—XV веками и связываются с Золотой Ордой, следующим образом:
- С бронзовым навершием. 3 экземпляра, все — с 12-гранным навершием, вес — около 450 г.
- Шестопёры. 2 экземпляра.
- С железным навершием. Они могут быть 12-шипные, шаровидные и гранёные, как втульчатые, так и проушные. Вес — 150—400 г.
- С чугунным навершием. Вес — 710—730 г.

С территории Золотой Орды происходят и другие находки булав. Среди них — 2 пернача с 8 перьями, первый весом 454 г, второй — 200 г. 5 гранённых наверший было найдено на Царевском и Селитренном городищах, одно из которых снабжено «клювом» (булава-клевец). Ещё одна бронзовая булава-клевец происходит из золотоордынского погребения под Саратовом, которое датируется серединой 1360-х годов.
Булавы использовались татаро-монголами и их наследниками не только в качестве оружия, но и в качестве символа власти. Командиры отрядов во время боя с помощью булав подавали команды. Также они использовались во время церемоний.

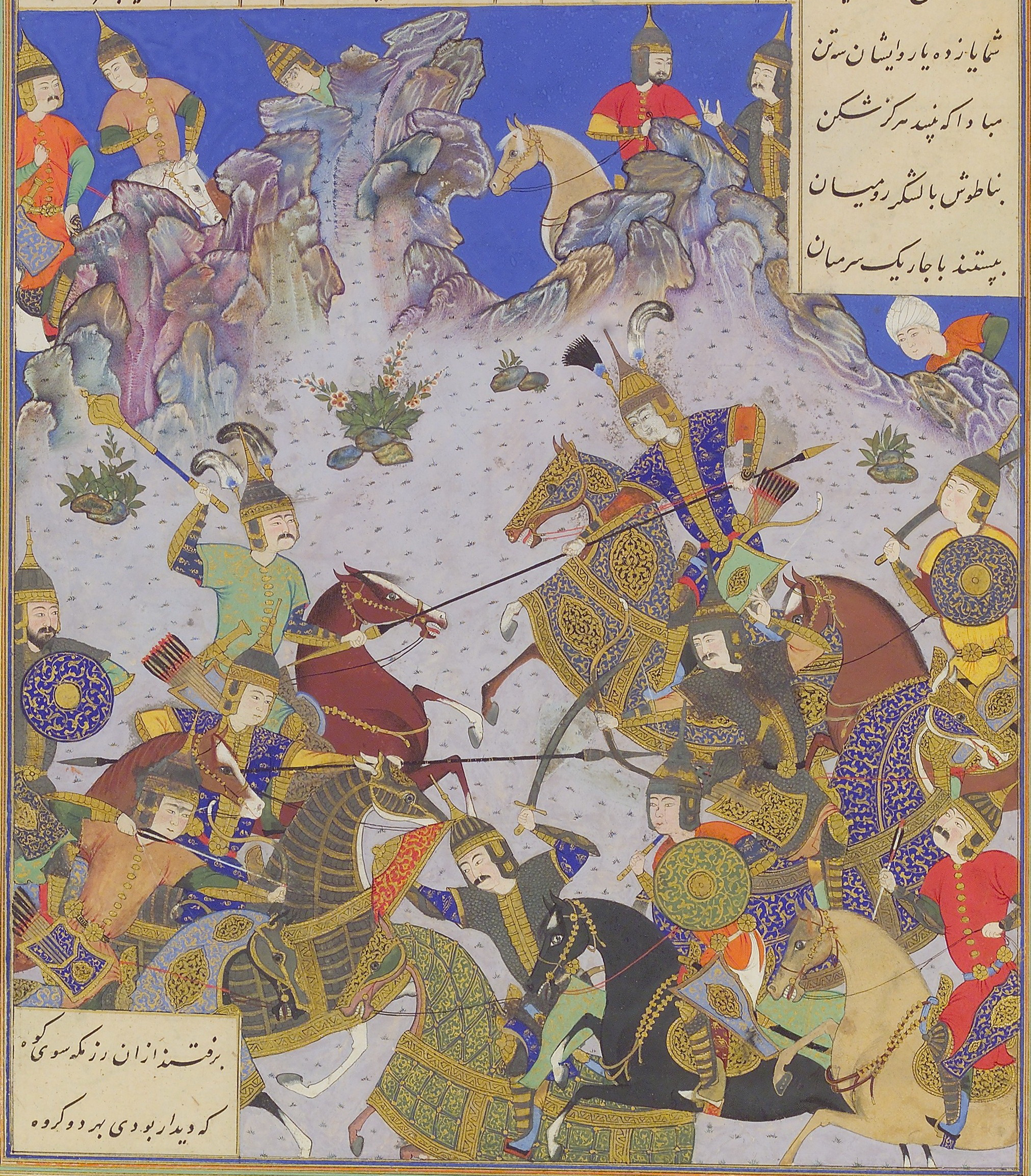
Миниатюра из рукописи «Шахнамэ», Сефевидский Иран, 1525—1530 гг.

### Ближний Восток

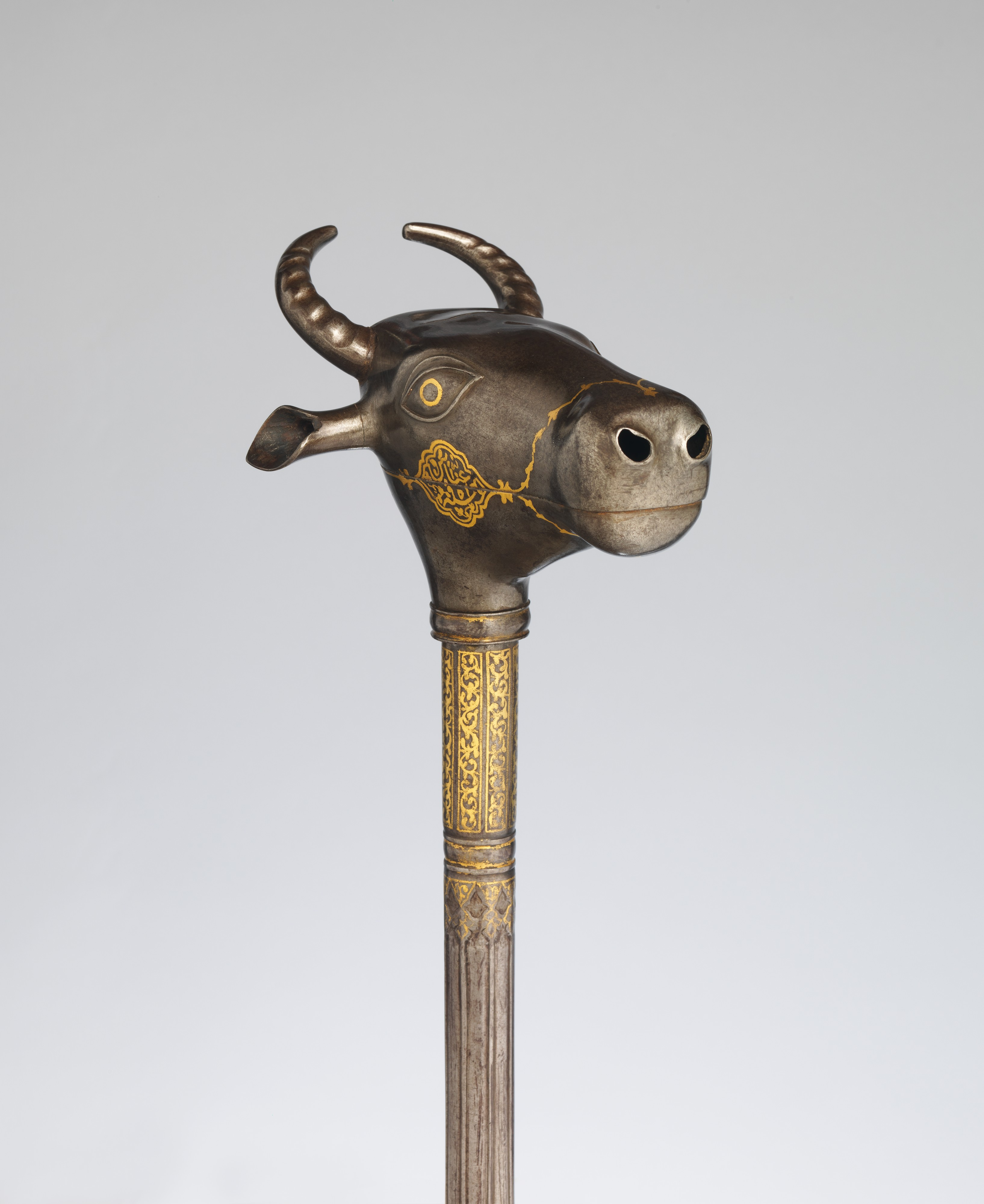
Булава в виде головы быка, Иран, XIX век

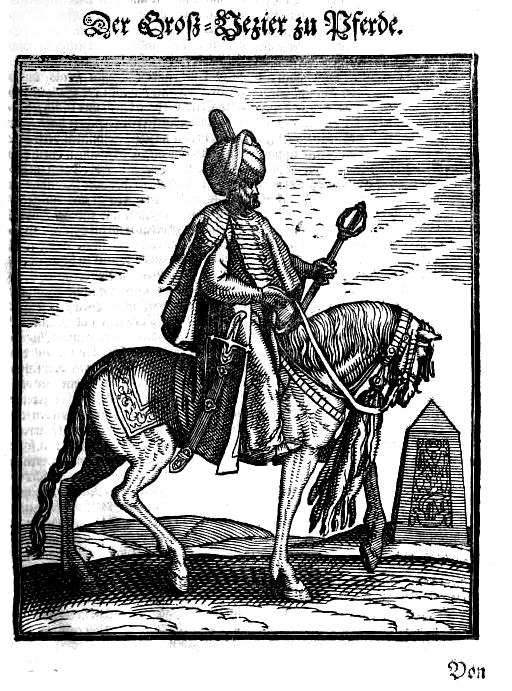
Турецкий всадник, немецкая гравюра 1688 г.

#### Иран
В Иране булава (перс. горз‎) была одним из наиболее распространённых типов оружия с древних времён до раннего Нового времени. Древнейшие иранские навершия булав — бронзовые, происходят из Луристана (VIII век до н. э.) и из могильника Марлик (XIV—X века до н. э.).
Навершия древнеиранских булав, в большинстве случаев, были проушными и насаживались на деревянную рукоять. Известны навершия шаровидных, грушевидных, цилиндрических форм. Некоторые имели шипы или выступы, иногда — декоративной формы (например, в виде человеческих лиц).
В Средние века булавы были распространены в иранской тяжеловооружённой коннице.
На основе формы наверший выделяют следующие типы иранских булав:
- С гладкой поверхностью:
  - Шаровидные
  - Грушевидные
  - Удлинённые цилиндрические («дубинковидные»)
- С выступами (короткими шипами или массивными выпуклостями), лопастями или перьями (в том числе шестопёр — шишпар)
- В виде головы животного или человека, или мифического персонажа, или кисти руки; а также комбинации этих элементов.

Шаровидные и грушевидные навершия использовались на Ближнем Востоке повсеместно, с каменного века и до Нового времени. Они изготавливались из камня (обычно из гранита, базальта, известняка, также из жада, гематита, мрамора), бронзы, железа, драгоценных металлов, иногда также из дерева. Каменные навершия использовались до начала 1 тысячелетия до н. э., после чего они были вытеснены бронзовыми. Вес каменных грушевидных наверший из Марлика — от 270 до 670 г, бронзовых — от 290 до 830 г.
«Дубинковидные» навершия из могильника Марлик изготовлены из бронзы, некоторые из них снабжены шипами или выступами. Эти навершия имеют длину от 14 до 34 см и весят от 200 до 1200 г; однако, в среднем, их длина составляет около 20 см, а вес — около 650 г. Некоторые из них имеют дополнительные отверстия, сквозь которые, вероятно, в рукоять забивались гвозди или заклёпки — для фиксации навершия.
Древнейшие иранские навершия шестопёров — бронзовые, из Луристана, датируются VIII—VII в. до н. э. и имеют перья треугольной и S-образной формы профиля. Шестопёры часто встречаются на изобразительных источниках времён Ильханидов и Тимуридов (XIII—XV в.). Известны также перначи с 7 и 8 перьями. Что касается размера и веса данного оружия, то известно, что один из сохранившихся перначей времён Сефевидов со стальным навершием и деревянной рукоятью имеет общую длину 83,5 см и вес 810 г. Два других пернача — цельностальные, имеют общую длину 63,5 и 64,5 см, а вес — 1150 и 1230 г соответственно.
Весьма характерной была булава в виде головы быка. Древнейшая сохранившаяся булава такого типа датируется приблизительно XI веком н. э. и выполнена из бронзы. Подобное оружие известно по изобразительным источникам поздней Парфии и государства Сасанидов, а также последующих периодов. Булавы в виде головы быка также упоминаются в эпосе Шахнамэ. Сохранилось множество подобных булав Каджарского периода, однако, все они являются церемониальными.

#### Турция
Булавы были распространены в Османской империи. Выделялось 2 их основных разновидности:
- Шаровидные и грушевидные булавы (тур. topuz). Боевые булавы имели железное или стальное навершие и железную рукоять. Церемониальные могли быть сделаны из меди, драгоценных металлов, камня, кости. Длина рукоятей булав данного типа из собрания ГИМ — 54—64 см.
- Перначи и шестопёры (тур. şeşper). Они имели стальное или бронзовое навершие с перьями скруглённой или угловатой формы профиля. Рукояти могли быть железными или деревянными, обтягивались кожей или бархатом. Длина рукоятей турецких перначей из собрания ГИМ от 44 до 75 см.

Известно, что булавы в Турции служили символом власти и знаком отличия высокопоставленных лиц. Константин из Островицы во второй половине XV века писал: «Когда всадники сражаются, султан посылает к ним придворных на одетых в латы конях, дабы они наблюдали, кто насколько мужественен и кто как ведёт себя в бою. Каждый из них держит в руках буздаван, то есть булаву, побуждая к битве; называются они чауши, а где они бывают, там как бы присутствует сам султан, и потому их все боятся, ибо кого они похвалят, тому будет хорошо, а на кого они пожалуются, тому бывает беда». Марсильи в начале XVIII века отмечал, что булава в Османской империи — «знак достоинства того, кто её носит по левую сторону у седла».

### Индия

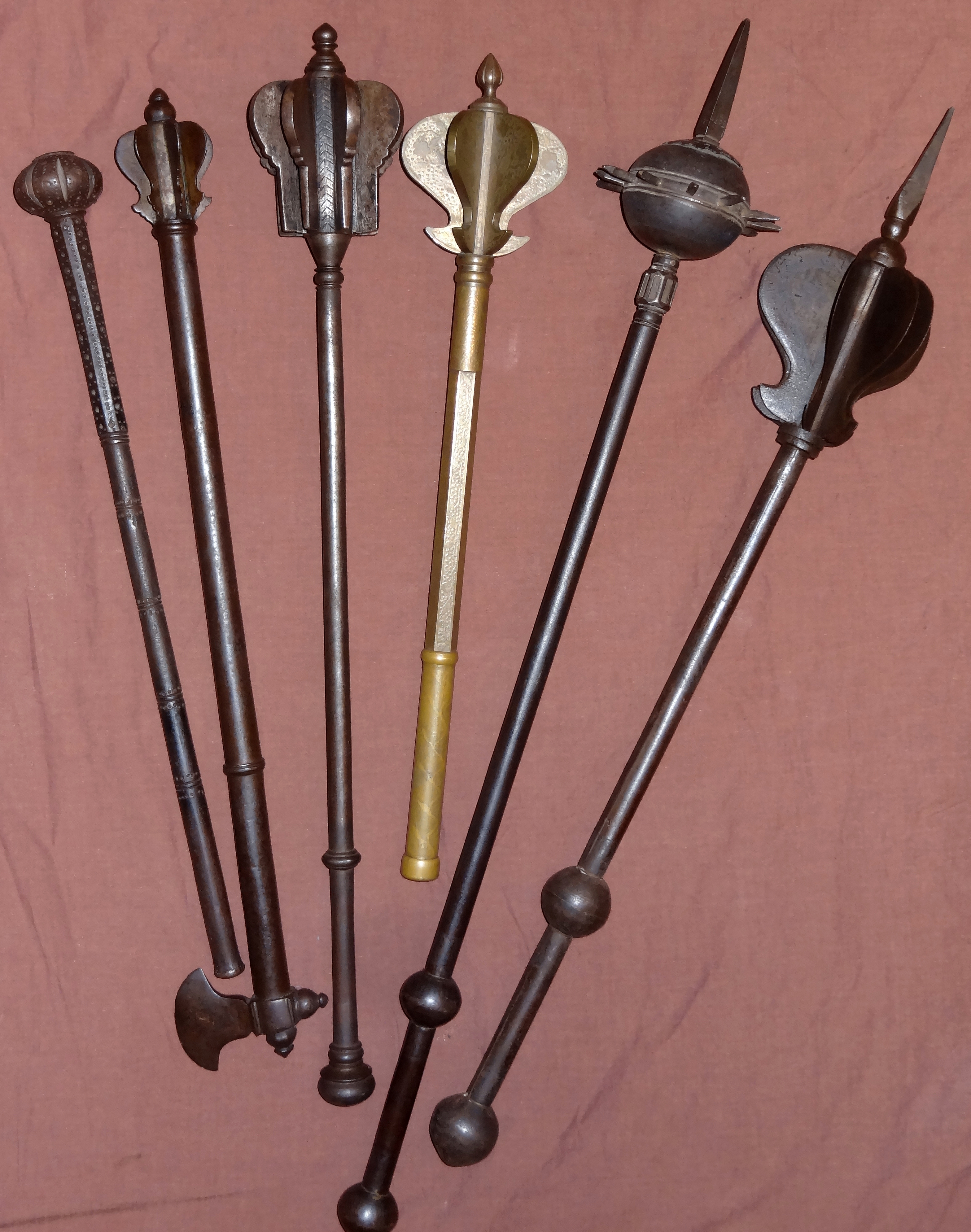
Различные индийские булавы

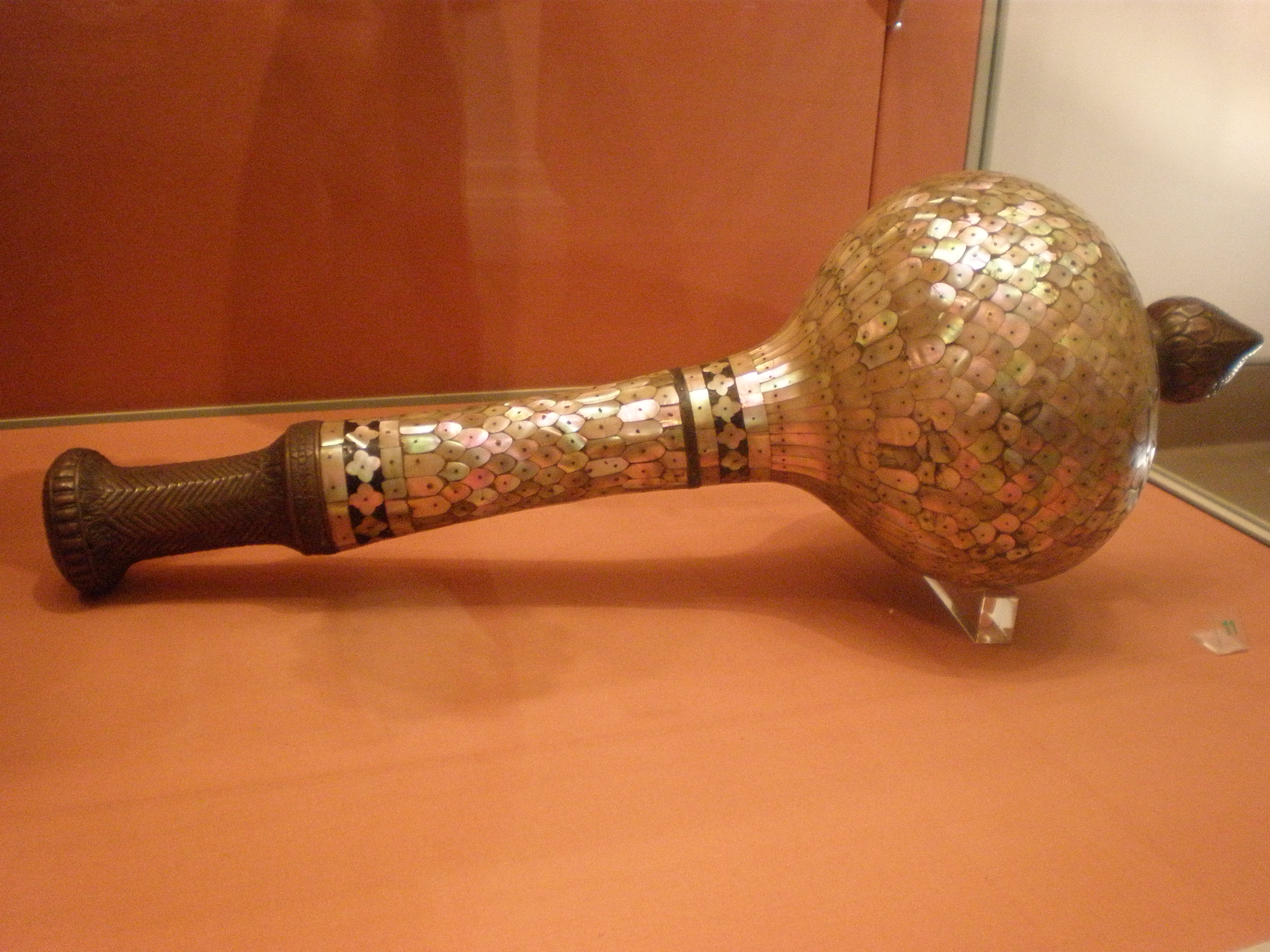
Могольская церемониальная булава, ок. 1600 года

Булавы на территории Индии известны со времён Индской цивилизации. Булавы, палицы и другие типы ударно-раздробляющего оружия многократно упоминаются в различных древнеиндийских текстах. В частности, в Артхашастре упоминаются простая булава и булава с шипами. Часты упоминания булав и в средневековых индийских текстах. В трактате «Аусанаса Дханурведа» выделяется 3 типа наверший: грушевидные, четырёхугольные и имеющие форму корня пальмирской пальмы. В нём также рассмотрен вопрос о длине рукояти булавы. Лучшими названы булавы, имеющие длину 50 пальцев (95 см), средними — 40 пальцев (76 см), худшими — 30 пальцев (57 см).
В некоторых индийских трактатах рассмотрены приёмы боя с булавой. Выделяется 4 основных способа их применения:
- «Бросок во врага с дальней дистанции»
- «Ближний бой на дистанции длины булавы»
- «Вращение булавы в окружении врагов»
- «Поражение врага перед собой»

В трактатах подробно рассмотрены способы атаки и защиты при помощи булавы. Общее число этих способов в разных текстах разнится от 12 до 20.
Основное индийское название булавы — гурз (также гарз, горз, гаргаз; термин имеет иранское происхождение). Существовало также множество других названий, применяемых к отдельным разновидностям булав, однако точное значение многих из них неизвестно.
Сохранилось много индийских булав XVI—XIX веков. Некоторые из них выделяют в следующие типы:
- С шаровидным навершием
- С шаровидным навершием, сверху снабжённым копейным остриём
- С шаровидным навершием, снабжённым шипами
- С грушевидным навершием
- «Шашпар» или «шишпар» (букв. шестиклинковый) — шестопёр, зачастую отличался большим размером перьев.
- С навершием форме бутона цветка
- Булава в виде колонны
- Булава с навершием в виде кисти руки — раскрытой или сжатой в кулак
- Булава с двумя шаровидными навершиями, расположенными одно над другим
- Булава с тремя навершиями, расположенными на параллельных ответвлениях
- Булава с большим, шаровидным навершием, полым внутри. Поверхность навершия часто имела рельефные выступы, напоминающие дольки.

Некоторые индийские булавы имели эфес, как у клинкового оружия. Известны также булавы, комбинированные с огнестрельным оружием.

### Дальний Восток

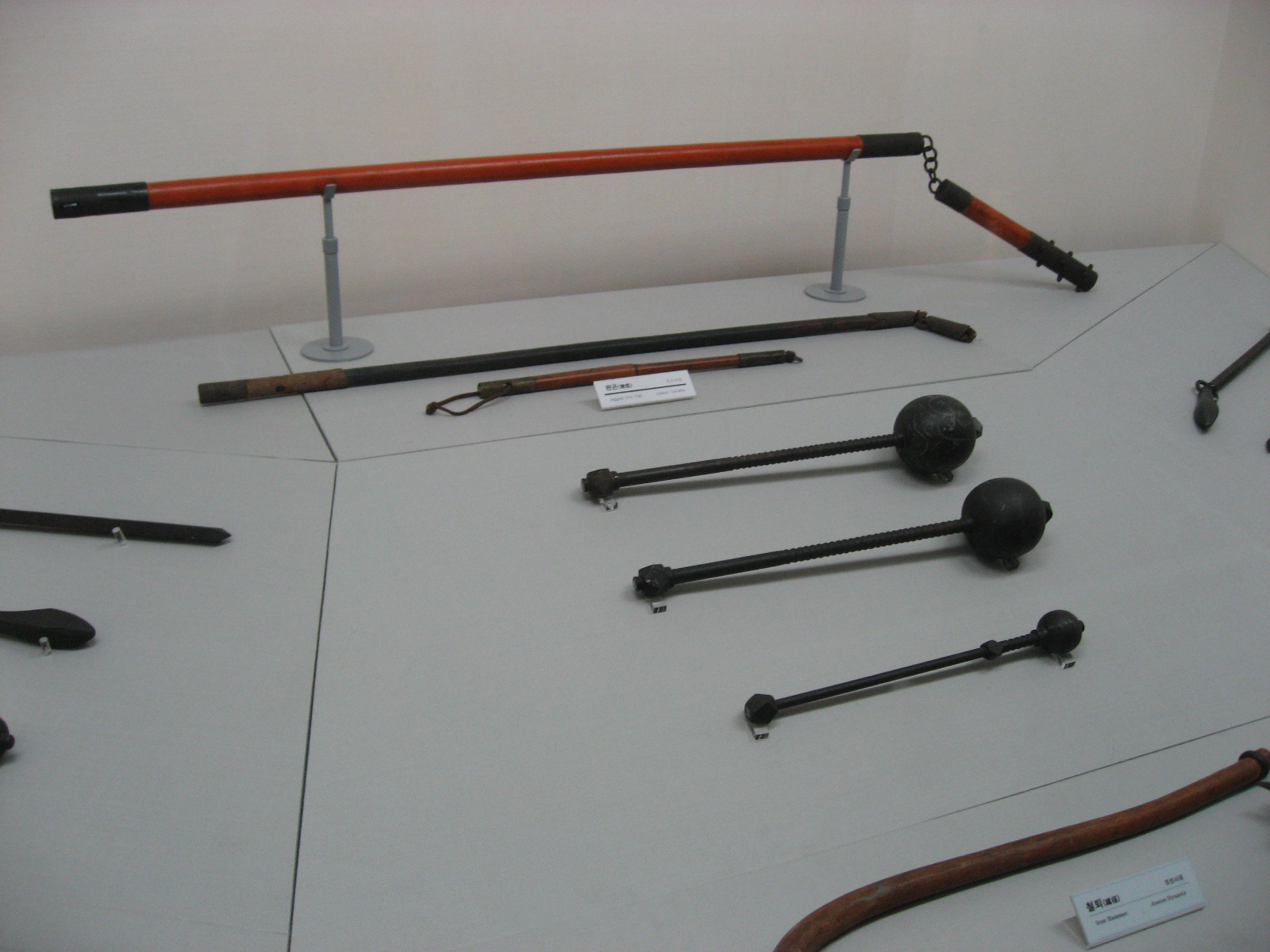
Корейские цепы и булавы

Общее название древкового ударно-раздробляющего оружия в Китае — бан (кит. 棒). Оно имело много разновидностей, некоторые из которых были близки к палицам, некоторые — к булавам. Это оружие на территории Китая известно со времён неолита. Оно использовалось и на охоте, и на войне, причём могло применяться как всадниками, так и пешими воинами.
Данное оружие могло иметь как одноручную, так и двуручную рукоять. Некоторые его разновидности имели выраженное навершие, некоторые — нет. Некоторые имели сразу 2 боевые части, по одной на каждом конце рукояти. Боевая часть могла быть различного размера и формы, иногда она снабжалась шипами.
Особой его разновидностью был т. н. «молот на короткой рукояти» (кит. 短把锤). Он имел одноручную рукоять и навершие разнообразной формы, чаще всего — в виде крупного шара. Навершие, изначально, изготавливалось из древесины, позднее также из металла. Длина «молота» составляла 45—80 см, вес мог достигать 6 кг. «Молот» часто применялся в парном варианте, в этом случае человек держал по «молоту» в каждой руке. Это оружие было неэффективным и непрактичным для реального боевого применения, однако, в преданиях оно упоминается очень часто — им вооружены многие легендарные персонажи. Изобретение «молота» приписывается Шэнь-нуну.

### Африка

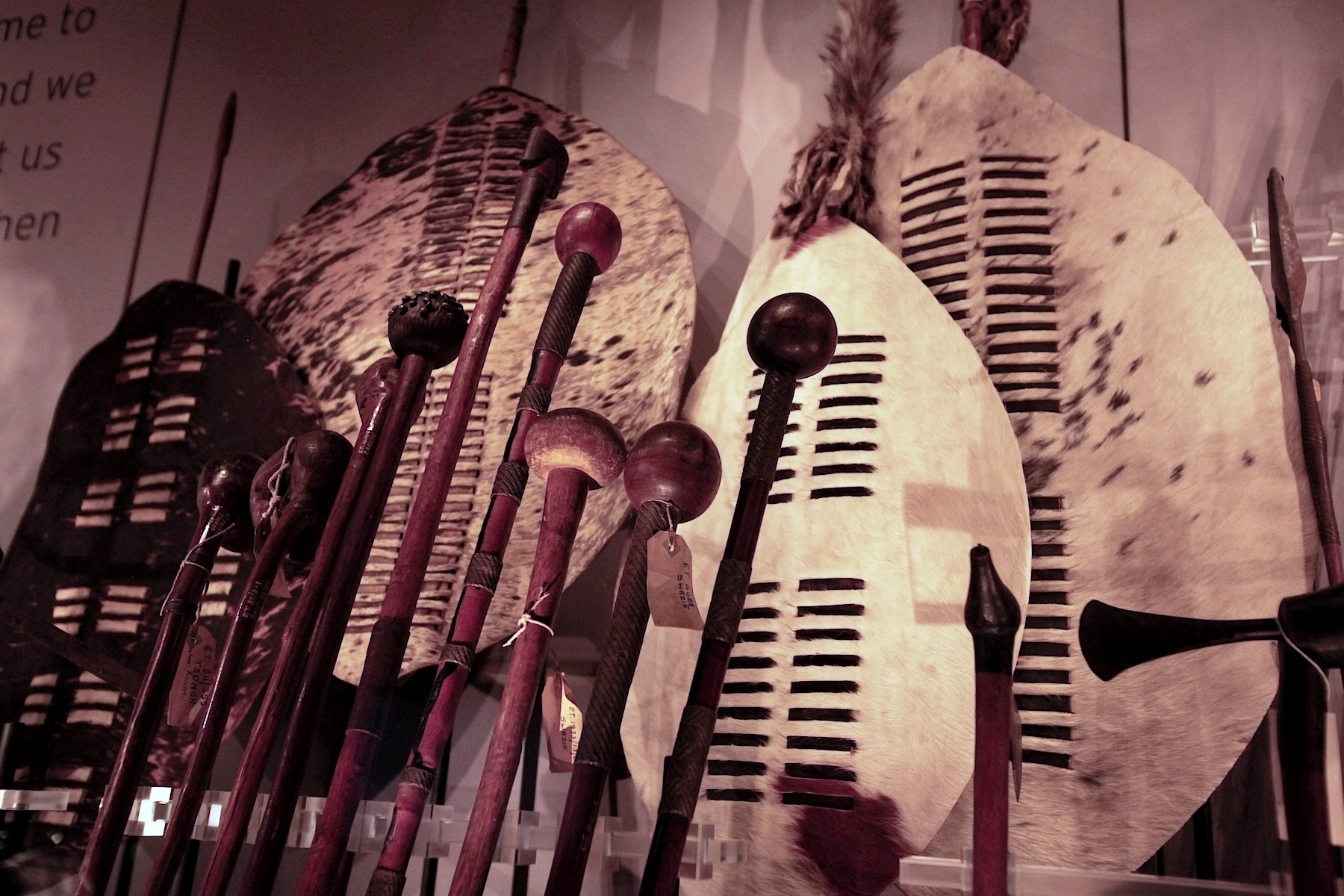
Боевые булавы зулусов нобкирри. Мемориальный комплекс «Фридом-Парк», Претория

Коренные народы Чёрного континента издавна пользовались палицами и булавами в качестве как боевого, так и охотничьего оружия. Наиболее известны боевые булавы зулусских воинов нобкирри, шарообразные навершия которых изготовлялись из твёрдых пород дерева или кости. Аналогичные виды оружия применяли родственные зулу пастушеские народы Южной Африки: матабеле, ндебеле, свази, коса и пр.
Традиционная булава масаев оркума конструкционно походила на зулусские нобкирри, но навершие её чаще изготовлялось из металла или камня.

### Америка

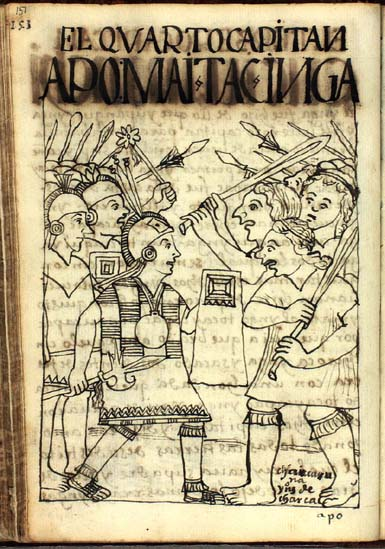
Булава со звёздчатым навершием в руке инкского воина. Иллюстрация из хроники Фелипе Гуамана Помы де Айяла, конец XVI — начало XVII века.

В Андском регионе резные каменные навершия булав известны уже с середины 1 тысячелетия до н. э. Они были характерны для культур Чавин и Куписнике. Схожие навершия были распространены и в более поздней культуре Салинар. Индейцы культуры мочика использовали булавы на войне и на охоте.
Инки широко использовали булавы в качестве оружия ближнего боя. Эти булавы имели рукоять длиной около 1 метра и навершие, сделанное из камня, меди, серебра или золота. Наиболее распространены были звёздчатые навершия с шестью шипами. Существовали также гибридные формы булав и топоров: вместо одного из шипов навершие снабжалось полотном топора. Булава с золотым звёздчатым навершием служила одним из символов власти императора инков; схожие булавы, но на длинных рукоятях, использовались императорскими телохранителями.
В Мезоамерике булавы использовались со времён ольмеков. Сами булавы этого периода не сохранились, однако, они известны по изображениям на ольмекских скульптурах. После заката ольмекской цивилизации, примерно с 400 г. до н. э., булавы в Мезоамериканском регионе начинают постепенно выходить из употребления, вытесняясь более эффективными типами оружия.
Во времена цивилизации майя каменные навершия булав всё ещё известны, однако, очень редки. Сохранилась также керамическая статуэтка воина майя с булавой.
Во времена ацтеков булавы в Мезоамерике уже практически не применялись.

Навершия булав индейцев
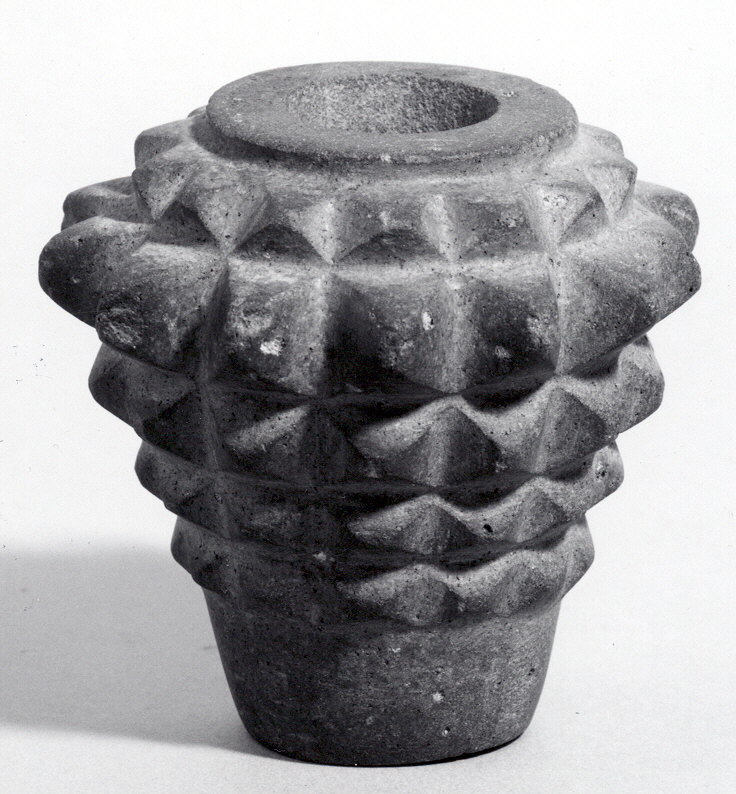
С шипами; камень; Куписнике
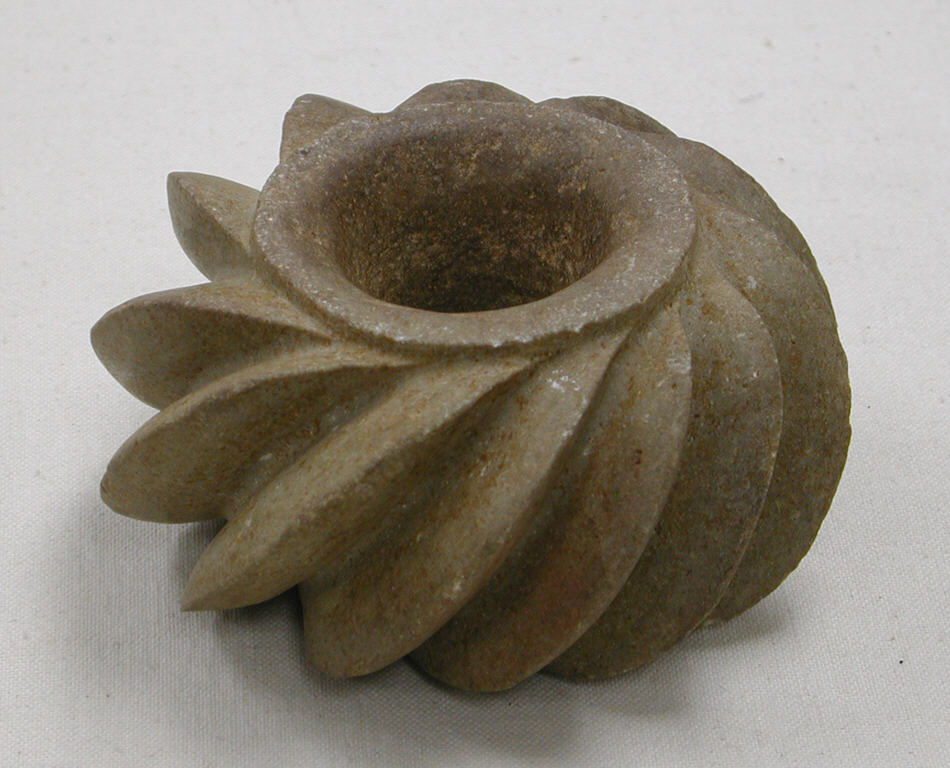
Многолопастное; камень; Чавин
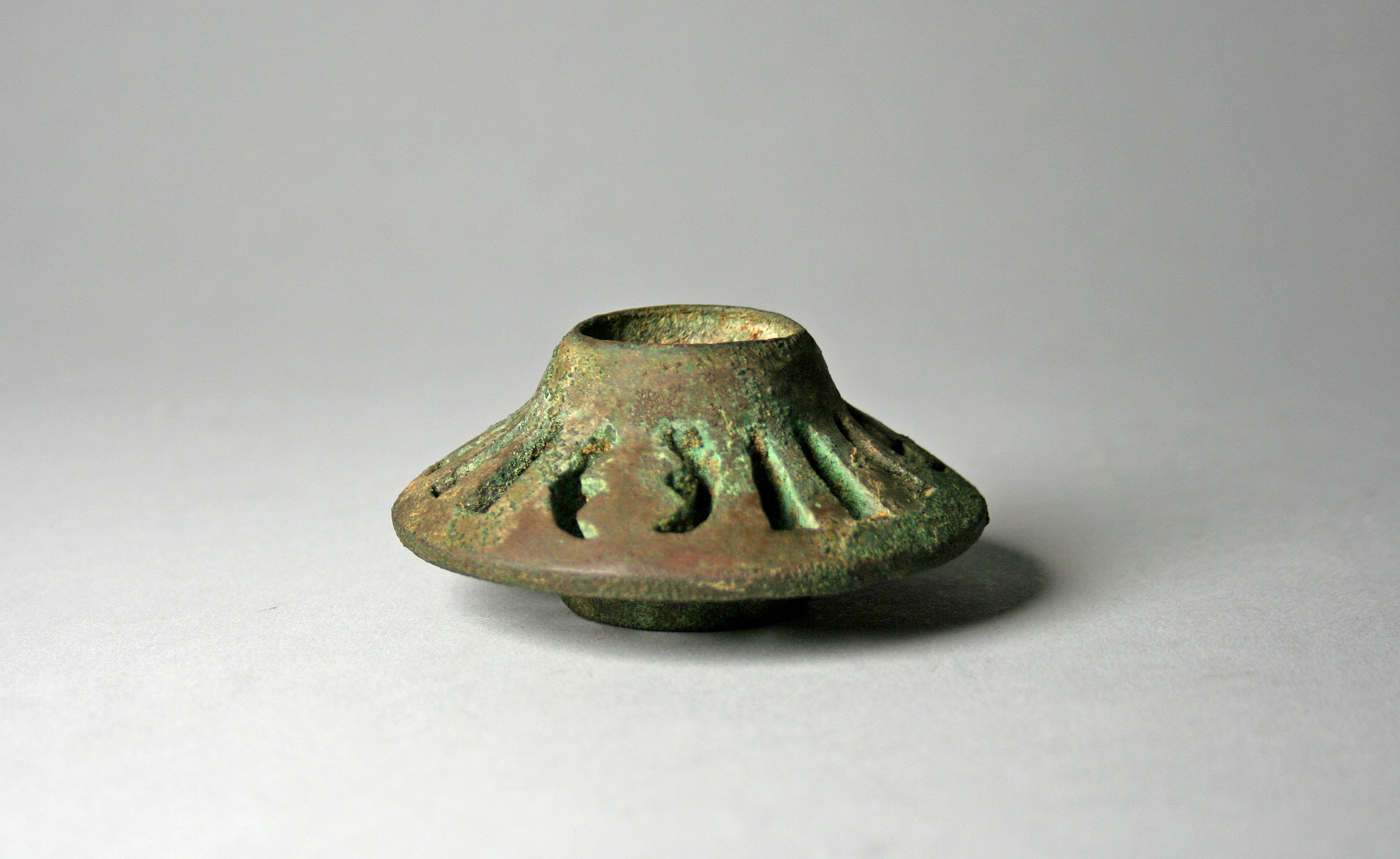
Дисковидное; медь; Викус
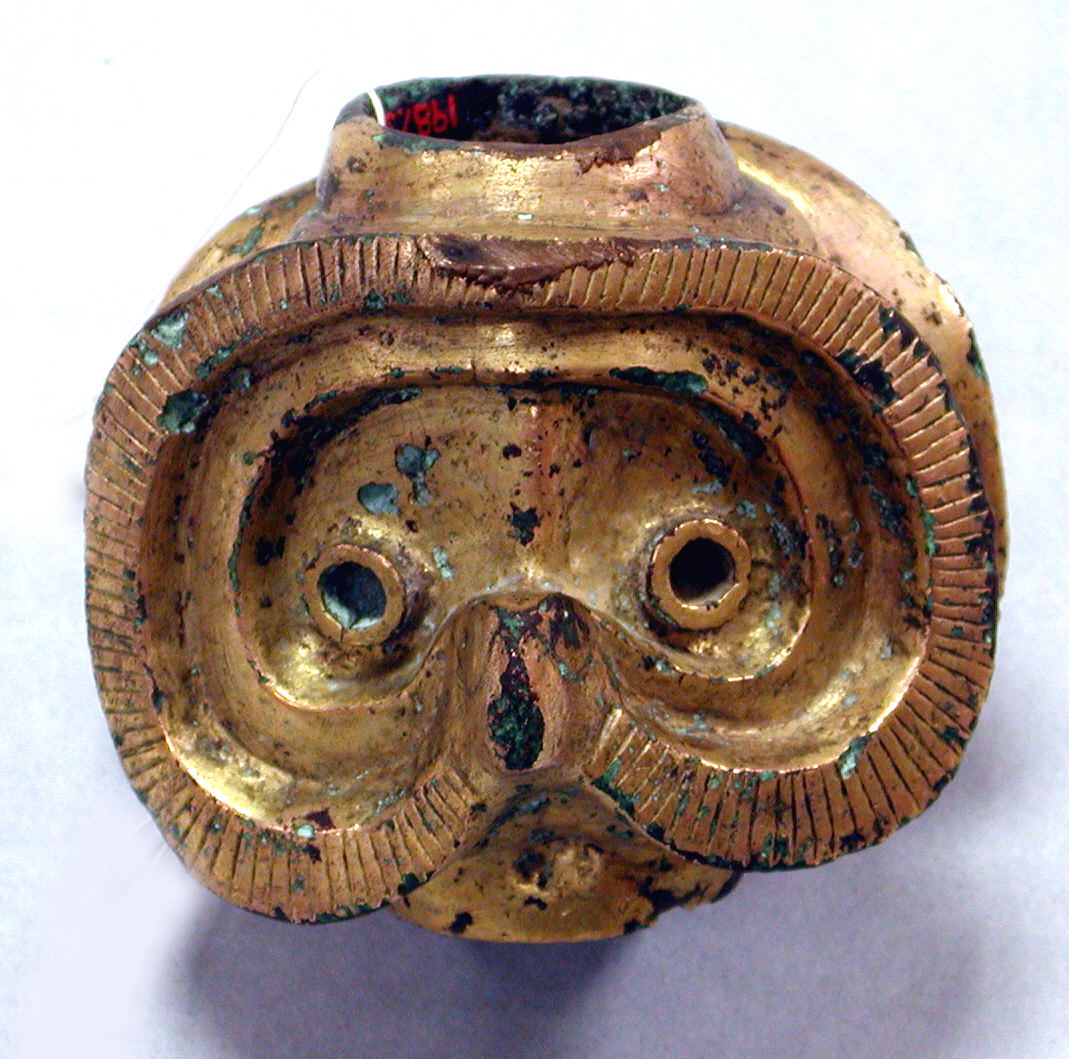
В виде головы совы; медь, золочение; Мочика
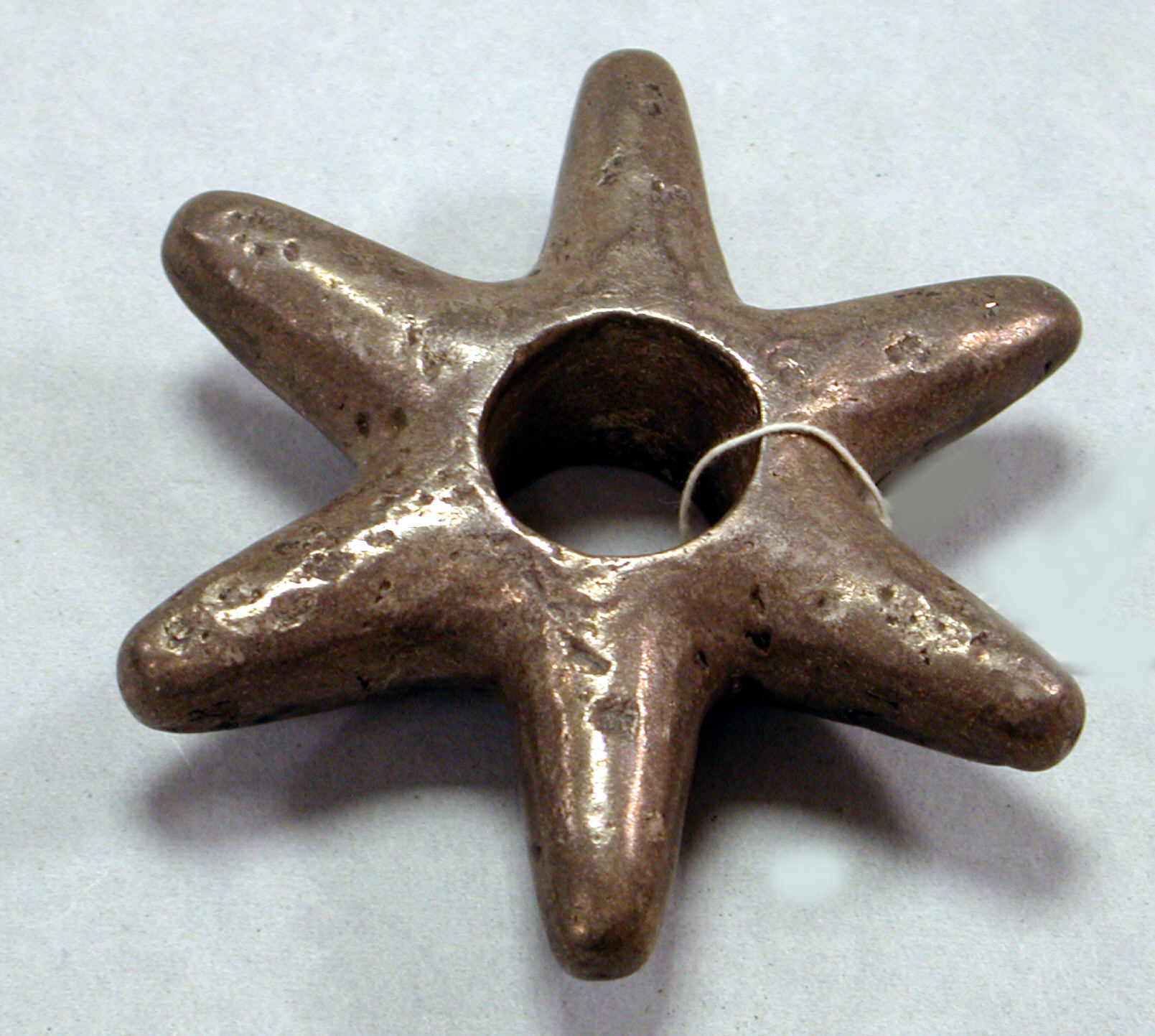
Звёздчатое; серебро; инки

### Современность

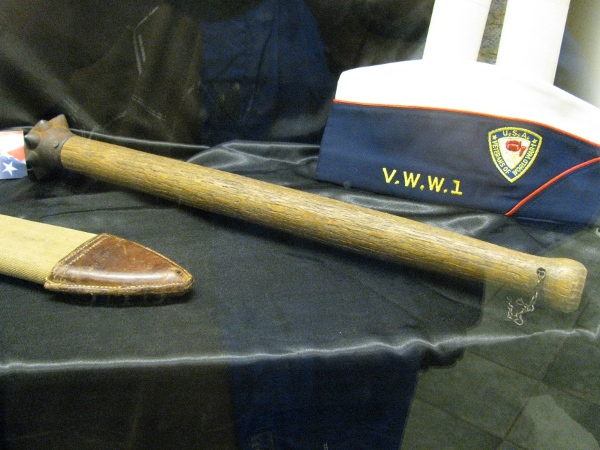
Траншейная дубинка Первой мировой войны

В годы Первой мировой войны солдатам часто приходилось штурмовать вражеские окопы. Винтовка со штыком была слишком длинной, а потому — неудобной для рукопашного боя в окопе. По этой причине в немецкой, австрийской, английской и французской армиях большое распространение получили т. н. траншейные дубинки. Конструктивно они представляли собой булаву, палицу или кистень. Поначалу они изготавливались кустарно, позднее началось их промышленное производство.
Отмечено использование булав в криминальной среде. Булавы, используемые преступниками, как правило, цельнометаллические, кустарного производства: отлиты из свинца, олова, чугуна, или же выточены на токарном станке из стали, меди, латуни. С точки зрения криминалистики, булавы являются холодным оружием ударно-дробящего действия, за изготовление, хранение или оборот которого предусмотрена административная и уголовная ответственность.

## Церемониальная булава
Булава приобрела роль статусного оружия ещё в эпоху бронзы. Распространение металлического оружия привело к тому, что каменное было вытеснено из широкого обихода, а трудоёмкие в изготовлении каменные булавы и топоры стали предметами престижа. Они указывали на высокий социальный статус их владельца и впоследствии превратились в символы власти.
Булава служила царской регалией во многих государствах Древнего Востока. Каменные навершия церемониальных булав Древнего Египта и Месопотамии украшались надписями и рельефными изображениями, имевшими ритуальное значение.
Скипетр, служивший знаком королевской власти, также, вероятно, происходит от булавы.
В государствах Западной Европы церемониальные булавы были положены не только военным, но и гражданским сановникам — магистратам, мэрам, олдерменам.
К XVII веку в Европе булава утрачивает боевое значение и становится исключительно церемониальным оружием, символом военной власти и знаком различия. В этом качестве она использовалась как атрибут воеводы на Руси, гетмана и ротмистра — в Речи Посполитой и Украине, а также в Османской империи. У казаков сохранилась до начала XX века в составе клейнодов. В XX веке служила знаком различия Маршалов Польши.
В настоящее время булава является официальным символом президентской власти на Украине, президент получает её при инаугурации.

## В культуре
- Изображения булав различной формы и размеров встречаются в искусстве Древнего мира и Средневековья, в частности, на египетских барельефах, палетках, миниатюрах рукописных книг, фресках храмов и пр.
- Увесистая булава является главным оружием героя русского былинного эпоса богатыря Ильи Муромца, что нашло отражение в живописи («Богатыри» В. М. Васнецова и пр.).
- В историческом романе Артура Конан Дойла «Сэр Найджел Лоринг» (1906), посвящённом событиям Столетней войны, при описании исторической «битвы тридцати» (1351), красочно изображается применение булав английским рыцарем Томасом Бедфордом (истор. Thomas Billefort) и бретонским рыцарем Робером Рогенелем (истор. Robin Raguenel), причём жертвой последнего оказывается главный герой — юный рыцарь Найджел[85].

### Комментарии
1. ↑  Тем не менее, палицами также называется цельнометаллическое или цельнокаменное оружие[19], а булавами — оружие, имеющее деревянную боевую часть[20][21].
2. ↑  Булава Михаила Фёдоровича с навершием данной формы не названа «брусом» ни в одном документе, а названа «гранёной булавой», в связи с чем вопрос об исконном значении термина «брус» остаётся открытым[29].
3. ↑  Булава в трактате Арриана названа словом pelekis, которое также обозначало топор. Однако, описание этого оружия однозначно свидетельствует о том, что в трактате речь идёт о булаве.[44][45]
4. ↑  См. иллюстрации: л. 193 и л. 198.
5. ↑  Однако, существует версия, что термин «кий» обозначал сулицу[62]
6. ↑  Существует мнение, что последние термины обозначали рогатину[63].